# Miami
Miamiⓘ – miasto na wybrzeżu Oceanu Atlantyckiego, w południowo-wschodniej Florydzie, w Stanach Zjednoczonych. Siedziba hrabstwa Miami-Dade. Samo miasto administracyjne zamieszkiwane jest przez 442 241 osoby, zespół miejski liczy 6 212 000 mieszkańców, natomiast statystyczny obszar metropolitalny Miami liczy 6 138 333 mieszkańców.
Miami stanowi jedno z najważniejszych centrów światowych finansów, handlu międzynarodowego, kultury, mediów, rozrywki i sztuki. W 2008 roku magazyn Forbes wyróżnił Miami jako „najczystsze miasto Stanów Zjednoczonych”, biorąc pod uwagę całoroczną czystość powietrza, wody pitnej, ulic, „zielone” obszary, a także wdrażane programy recyklingowe. Według badań UBS z 2009 roku, spośród 73 analizowanych miast, Miami uznane zostało za najbogatsze miasto Stanów Zjednoczonych i 5. pod względem bogactwa miasto świata pod względem siły nabywczej. W 2010 roku Miami zostało oficjalnie sklasyfikowane jako metropolia globalna; w tym samym roku zajęło 7. miejsce na liście miast amerykańskich oraz 33. na liście miast świata ze względu na udział w najważniejszych sektorach życia (w tym finansach, biznesie i edukacji).
W Downtown Miami znajduje się największe skupisko międzynarodowych banków w Stanach Zjednoczonych, a zarazem siedziby wielu korporacji. Dystrykt Civic Center jest z kolei wielkim centrum szpitali, instytutów badawczych, ośrodków medycznych oraz branż biotechnologicznych. Port of Miami, znany jako „Rejsowa Stolica Świata”, przyjmuje każdego roku największą liczbę rejsów prywatnych oraz liniowców wycieczkowych spośród wszystkich portów świata.

## Historia

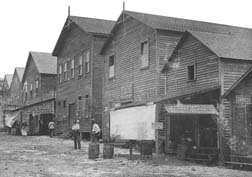
W 1896 roku około 400 osób opowiedziało się za nadaniem Miami oficjalnego statusu miasta (miało to miejsce w budynkach z fotografii)

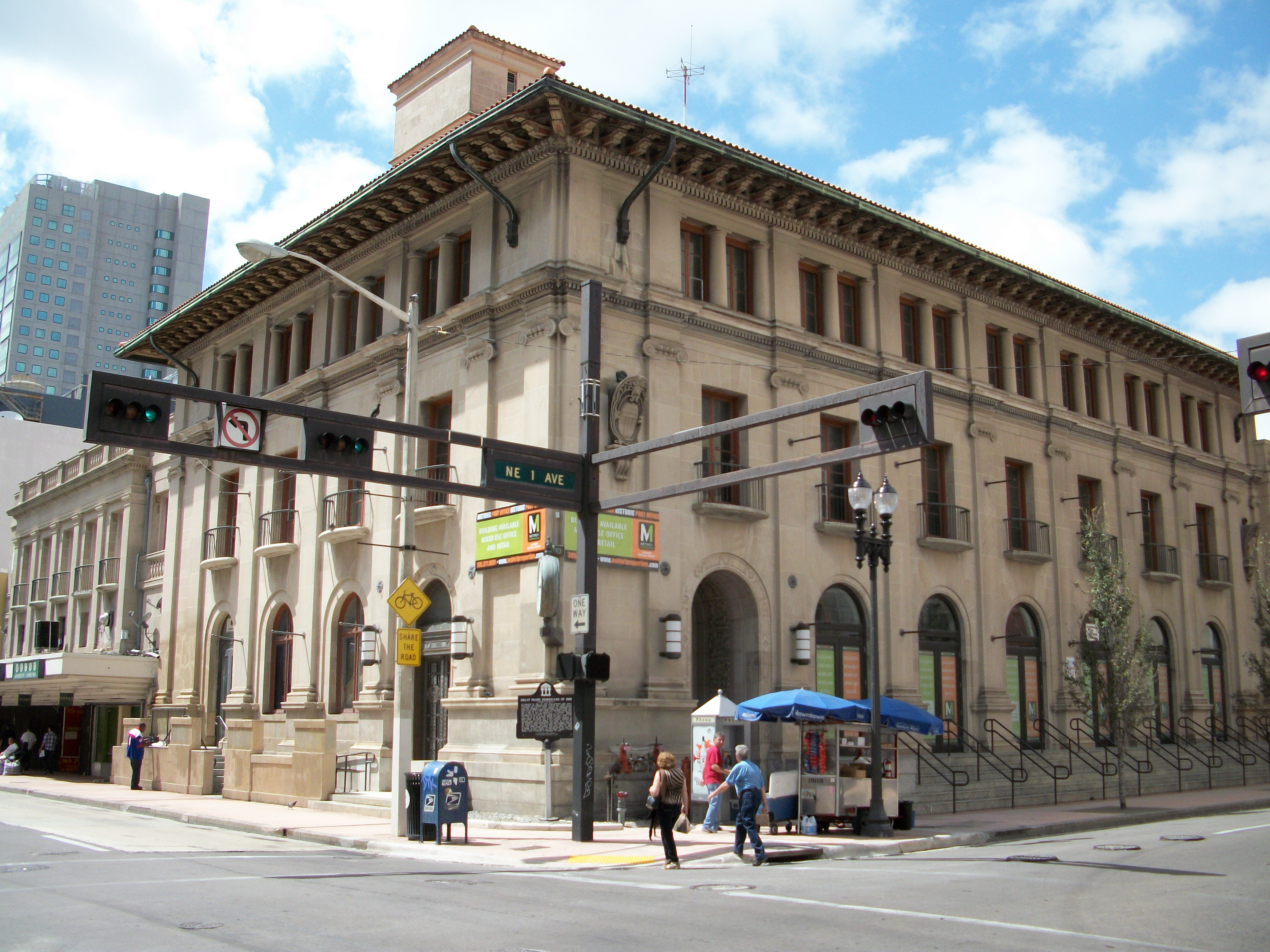
Downtown Miami Historic District jest największym dystryktem historycznym w Miami; znajdujące się tutaj budynki powstawały w okresie 1896–1939

Przez tysiące lat przed przybyciem Europejczyków teren dzisiejszego Miami był zamieszkany przez rdzennych Indian. Ponad tysiąc lat przed kolonizacją przybyszów z Europy obszar dzisiejszego Miami został zamieszkany przez przedstawicieli indiańskiego plemienia Tequesta. Jednakże w 1566 roku tereny te zostały przez Pedro Menéndeza de Avilésa uznane za część hiszpańskiego imperium kolonialnego. Rok później na miejscu utworzona została hiszpańska misja. W 1836 roku w mieście będącym pod panowaniem amerykańskim powstał park miejski Fort Dallas, a sam obszar Miami stopniowo stawał się miejscem potyczek drugiej wojny seminolskiej; w konsekwencji, Fort Dallas przeobrażony został w bazę militarną.
Miami uważane jest „za jedyne ważne miasto w Stanach Zjednoczonych, za budową którego stała kobieta, Julia Tuttle”. Tuttle wywodziła się z zamożnej rodziny z Cleveland, a na obszarach Miami zajmowała się uprawą cytrusów. W okresie wzmożonego rozwoju, czyli pod koniec XIX wieku, tereny te charakteryzowane były jako „jedne z najatrakcyjniejszych miejsc budowlanych na Florydzie”. Tzw. wielki mróz z lat 1894–1895 zahamował rozwój regionu, jako że wszystkie uprawy rolne na Florydzie, z wyjątkiem tych z okolic Miami, uległy zniszczeniu. Julia Tuttle zdołała przekonać Henry’ego Flaglera, magnata kolejowego, do poszerzenia o Miami jego Florida East Coast Railway; z tego powodu znana jest jako „matka Miami”. 28 lipca 1896 roku Miami oficjalnie stało się miastem, z populacją, która wynosiła wówczas nieco ponad 300 mieszkańców. Nazwa ta została zaczerpnięta od pobliskiej rzeki Miami, która to z kolei nazwę swą zawdzięcza indiańskiemu plemieniu Mayaimi, które w przeszłości zamieszkiwało okolice jeziora Okeechobee.
Miasto przeżywało rozkwit na początku lat 20. XX wieku za sprawą wzrostu populacji i infrastruktury, jednak rozwój osłabł wraz z pęknięciem bańki spekulacyjnej na rynku nieruchomości, huraganem, który nawiedził Miami w 1926 roku, a także wybuchem wielkiego kryzysu w latach 30. Po rozpoczęciu II wojny światowej, Miami, usytuowane na południowym wybrzeżu Florydy, odegrało znaczącą rolę w walkach przeciw niemieckim łodziom podwodnym. Wojna pomogła ponadto zwiększyć liczbę mieszkańców miasta, która w 1940 roku wynosiła około 172 tysiące. Kolejne powiększenie populacji Miami nastąpiło po dojściu do władzy Fidela Castro w 1959 roku; w konsekwencji, ludność Kuby masowo próbowała dostać się do Stanów Zjednoczonych. W latach 80. i 90. miasto borykało się z szeregiem problemów i kryzysów, włączając w to głośne sprawy Arthura McDuffiego i Eliána Gonzáleza. Kryzysy wywołały protesty ludności i wojny narkotykowe. Duże zniszczenia spowodował huragan Andrew. Pomimo tych kryzysów, Miami weszło w XXI wiek z pozycją jednego z wiodących światowych centr finansowych i kulturalnych.
W okresie 110 lat (1896-2006) Miami i jego obszar metropolitalny wzrósł z nieco ponad tysiąca do ponad 5,5 miliona mieszkańców. Tak szybkiemu rozwojowi Miami zawdzięcza swój przydomek Magicznego Miasta – goście, którzy odwiedzili miasto po roku nieobecności stwierdzili bowiem, że tak szybkie przemiany są czymś magicznym.

## Geografia

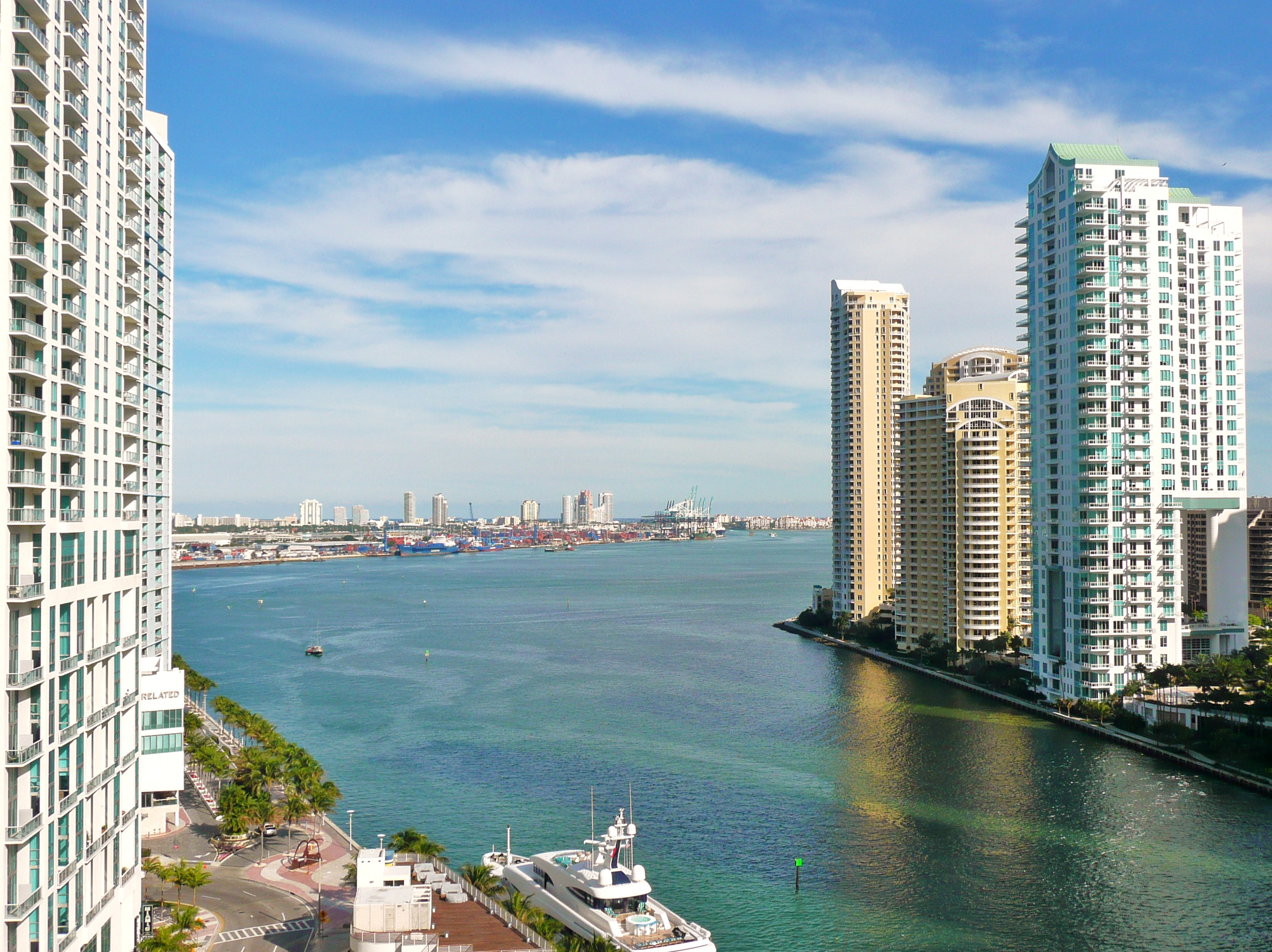
Ujście Rzeka Miami u brzegów sztucznej wyspy Brickell Key

Miami jest zamieszkiwane statystycznie przez mniej niż 1 na 13 mieszkańców Florydy Południowej. Dodatkowo, 52% populacji hrabstwa Miami-Dade nie mieszka w żadnym z miast na terenie regionu.
Miasto i jego przedmieścia leżą pomiędzy podmokłą równiną Everglades na zachodzie i zatoką Biscayne na wschodzie, rozciągając się także na północ, od Zatoki Florydzkiej do jeziora Okeechobee. Wysokość nad poziomem morza na terenie miasta nie przekracza 12 metrów, wynosząc średnio 1,8 metra; najwyższe punkty miasta znajdują się wzdłuż pasma Miami Rock Ridge, rozciągające się przez wschodnią część obszaru metropolitarnego Miami. Główna część Miami usytuowana jest na wybrzeżach zatoki Biscayne, które otoczone są przez setki naturalnych i sztucznych wysp barierowych. Prąd Zatokowy, ciepły prąd morski, biegnie w odległości zaledwie 24 kilometrów od wybrzeża, co pozwala, by klimat Miami pozostawał ciepły przez cały rok.

### Geologia

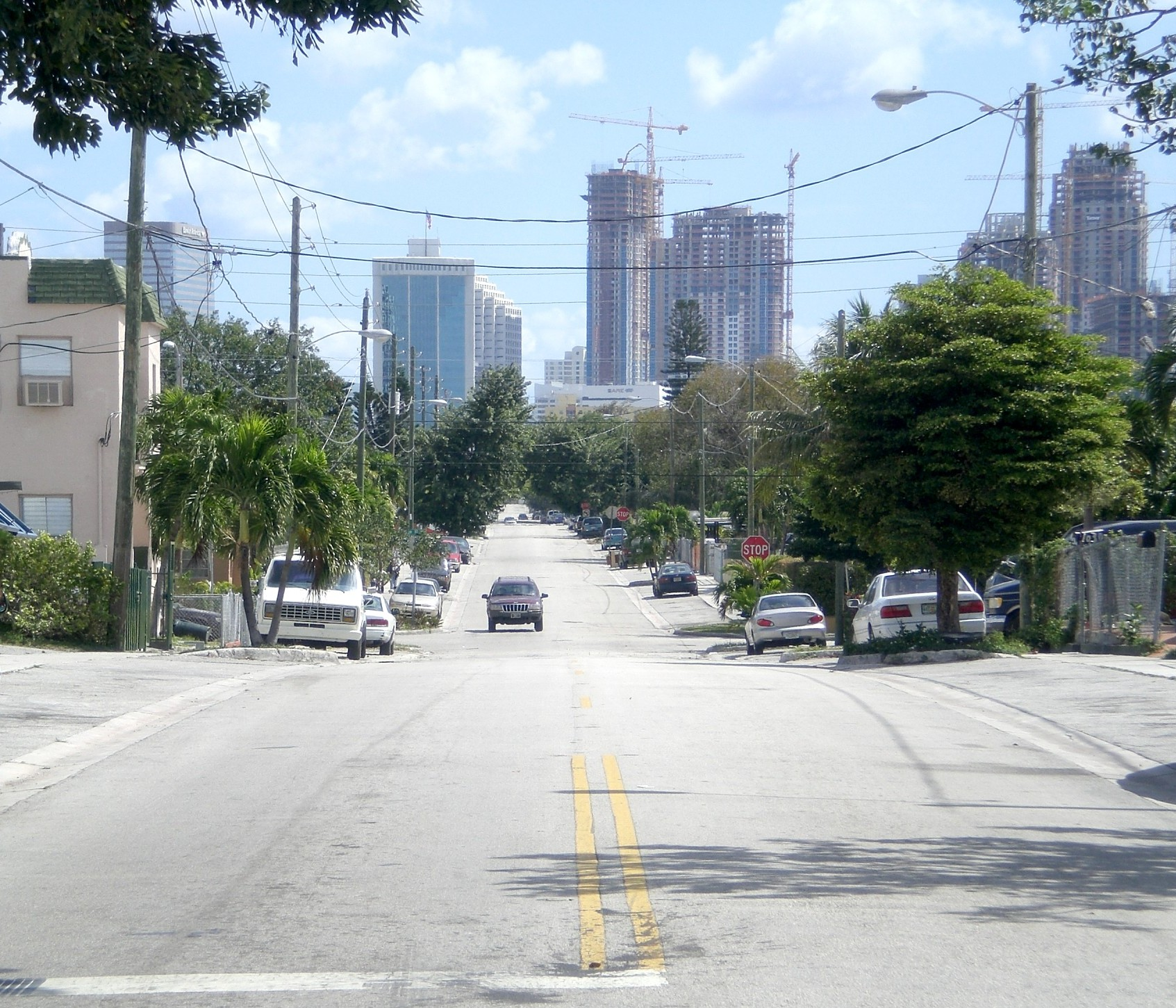
Widok jednego z najwyższych punktów Miami, na południe od centrum miasta

Powierzchnia podłoża obszaru Miami składa się z wapieni i oolitów, uformowanych w wyniku drastycznych zmian poziomu morza, powiązanych z okresami zlodowacenia i epoki lodowcowej. Takie podłoże jest pokryte cienką warstwą gleby, nie grubszej, niż 15 metrów. Rozpoczęty około 130 tysięcy lat temu interglacjał eemski spowodował wzrost poziomu morza o ok. 7,6 metrów w porównaniu do stanu obecnego. W wyniku tego cała Floryda Południowa została zalana przez płytkie morze. Wzdłuż jej krawędzi, od obszaru współczesnego Miami do Dry Tortugas, uformowało się kilka równoległych linii rafy; teren za nimi pokryła wielka laguna. Wraz z początkami zlodowacenia Wisconsin około 100 tysięcy lat temu, poziom morza zaczął się obniżać, odkrywając podłoże laguny. 15 tysięcy lat temu poziom morza obniżył się do 110 m poniżej współczesnego poziomu. Obecny poziom morza ustabilizował się 4 tysiące lat temu, pozostawiając ląd Florydy Południowej tuż nad swoim poziomem.
Poniżej równiny leży podziemna, naturalna formacja wodonośna Biscayne Aquifer, która stanowi źródło świeżej wody, rozciągające się z południa hrabstwa Palm Beach do Florida Bay. Najcieńsza warstwa suchej gleby znajduje się pod miastami Miami Springs i Hialeah. Większość obszaru metropolitalnego Florydy Południowej czerpie wodę pitną z tego źródła. Ze względu na występowanie Biscayne Aquifer, niemożliwe jest, by wykopać w ziemi dziurę głębszą niż 4,6-6,1 metrów, nie natrafiając na wodę. Z tego powodu linie metra w Miami ulokowane są na powierzchni ziemi.
Większość zachodnich i południowych granic miasta obejmują Everglades, czyli subtropikalne mokradła charakterystyczne dla Florydy. To niekiedy powoduje pewne problemy z dziką przyrodą, takie jak przypadki przedostawania się aligatorów na osiedla mieszkaniowe Miami lub autostrady.
Pod względem zajmowanej powierzchni, Miami jest jednym z najmniejszych w gronie najważniejszych miast Stanów Zjednoczonych. Według US Census Bureau, Miami zajmuje łączną powierzchnię 143,1 km², z czego 92,4 km² to ląd, a 50,7 km² to wody. Część lądową zamieszkuje 400 tys. osób, co czyni Miami jednym z najgęściej zaludnionych miast amerykańskich obok Nowego Jorku, San Francisco, Bostonu, Chicago i Filadelfii.

### Klimat

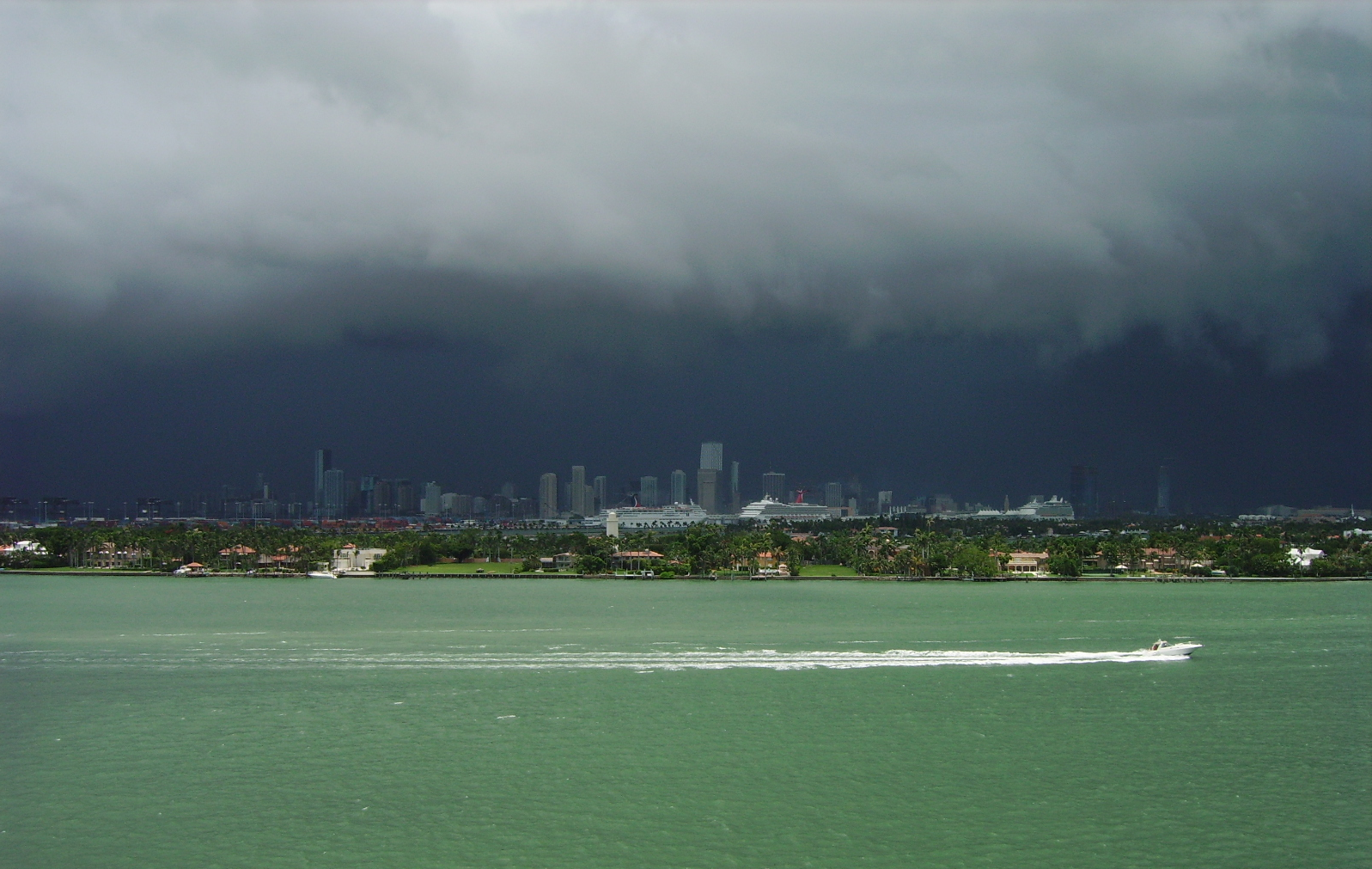
Typowa letnia, popołudniowa burza, nadchodząca znad Everglades

Miami leży w strefie tropikalnego klimatu monsunowego (klasyfikacja Köppena – Am), z całorocznym okresem z letnimi temperaturami. Klimat miasta kształtowany jest przez niskie położenie ponad poziomem morza, lokalizację na wybrzeżu, umiejscowienie tuż ponad Zwrotnikiem Raka oraz bliskość Prądu Zatokowego. Ze średnią wokół 25 °C w dzień i 16 °C w nocy w trzech najchłodniejszych miesiącach: grudniu, styczniu i lutym, temperatury wahają się od umiarkowanych do ciepłych; chłodne fronty atmosferyczne przynoszą niekiedy chłodne powietrze oraz niewielkie opady deszczu. Zdarza się, że najniższe temperatury w nocy spadają poniżej 10 °C, jednakże dzieje się tak bardzo rzadko. Temperatury zimą w dzień oscylują zazwyczaj wokół 21–27 °C. „Mokry” sezon rozpoczyna się w maju, zaś kończy w połowie października. W tym okresie temperatury wynoszą zazwyczaj 28–35 °C i towarzyszy im duża wilgotność; popołudniowe burze i bryza powodują niewielkie spadki temperatur, jednakże nie likwidują duszności powietrza. Ten przedział czasu obfituje w dużą część z 1420 mm deszczu, który w ciągu roku spada w Miami.
Ekstremalne temperatury odnotowane w mieście wynosiły od –2,8 °C z 3 lutego 1917 roku, do 38 °C z 21 lipca 1940 roku. Nigdy w historii w Miami nie zaobserwowano nagromadzonego śniegu; do jego opadów doszło jedynie raz, 19 stycznia 1977 roku.
Sezon huraganowy trwa oficjalnie od 1 czerwca do 30 listopada, jednakże występowanie huraganów może wykroczyć poza te ramy czasowe. Miami narażone jest przede wszystkim na huragany typu Cape Verde, które tworzą się w pobliżu Wysp Zielonego Przylądka od połowy sierpnia do końca września każdego roku. Pomimo że tornada są rzadkością na obszarze Miami, nawiedziły one miasto dwukrotnie: w 1925 oraz 1997 roku.
| Miesiąc                                                                                                   | Sty  | Lut  | Mar  | Kwi  | Maj  | Cze  | Lip  | Sie  | Wrz  | Paź  | Lis  | Gru  | Roczna |
| --- | ---- | ---- | ---- | ---- | ---- | ---- | ---- | ---- | ---- | ---- | ---- | ---- | ------ |
| Średnie temperatury w dzień [°C]                                                                          | 24,7 | 25,6 | 26,8 | 28,4 | 30,6 | 31,9 | 32,7 | 32,8 | 31,8 | 30,1 | 27,6 | 25,5 | 29,1   |
| Średnie dobowe temperatury [°C]                                                                           | 20,1 | 21,2 | 22,6 | 24,3 | 26,6 | 28,2 | 28,9 | 29,0 | 28,3 | 26,6 | 23,8 | 21,4 | 25,1   |
| Średnie temperatury w nocy [°C]                                                                           | 15,5 | 16,8 | 18,3 | 20,2 | 22,7 | 24,4 | 25,2 | 25,2 | 24,7 | 23,1 | 20,1 | 17,2 | 21,1   |
| Opady [mm]                                                                                                | 41,1 | 57,2 | 76,2 | 79,8 | 136  | 246  | 165  | 226  | 250  | 161  | 83,1 | 51,8 | 1572   |
| Średnia liczba dni deszczowych                                                                            | 6,9  | 6,5  | 7,0  | 6,4  | 10,0 | 16,4 | 16,9 | 18,9 | 17,9 | 12,7 | 8,4  | 7,2  | 135,2  |
| Wilgotność [%]                                                                                            | 73   | 71   | 70   | 67   | 72   | 76   | 75   | 76   | 78   | 75   | 74   | 73   | 73     |
| Średnie usłonecznienie [h]                                                                                | 220  | 217  | 277  | 294  | 301  | 289  | 309  | 288  | 262  | 260  | 221  | 216  | 3154   |
| Źródło: NOAA (liczba dni z opadami dla wartości 0,25 mm, port lotniczy Miami, 10 km od oceanu, 1981-2010) |      |      |      |      |      |      |      |      |      |      |      |      |        |

| Miesiąc                                                                          | Sty  | Lut  | Mar  | Kwi  | Maj  | Cze  | Lip  | Sie  | Wrz  | Paź  | Lis  | Gru  | Roczna |
| -------------------------------------------------------------------------------- | ---- | ---- | ---- | ---- | ---- | ---- | ---- | ---- | ---- | ---- | ---- | ---- | ------ |
| Średnie temperatury w dzień [°C]                                                 | 23,2 | 23,8 | 24,6 | 26,3 | 28,2 | 30,3 | 31,2 | 31,4 | 30,6 | 28,7 | 26,3 | 24,3 | 27,4   |
| Średnie dobowe temperatury [°C]                                                  | 19,8 | 20,5 | 21,6 | 23,5 | 25,9 | 27,6 | 28,4 | 28,7 | 28,0 | 26,2 | 23,6 | 21,1 | 24,6   |
| Średnie temperatury w nocy [°C]                                                  | 16,3 | 17,2 | 18,5 | 20,7 | 23,3 | 25,0 | 25,7 | 25,9 | 25,4 | 23,7 | 20,8 | 17,9 | 21,7   |
| Opady [mm]                                                                       | 53,1 | 59,2 | 76,2 | 81,3 | 127  | 210  | 111  | 162  | 200  | 114  | 69,6 | 52,1 | 1314   |
| Średnia liczba dni deszczowych                                                   | 6,7  | 6,0  | 6,9  | 6,0  | 8,9  | 14,5 | 12,1 | 14,0 | 14,9 | 11,2 | 8,1  | 6,9  | 116,2  |
| Źródło: NOAA (liczba dni z opadami dla wartości 0,25 mm, nad oceanem, 1981-2010) |      |      |      |      |      |      |      |      |      |      |      |      |        |

| Miesiąc | Sty  | Lut  | Mar  | Kwi  | Maj  | Cze  | Lip  | Sie  | Wrz  | Paź  | Lis  | Gru  | Roczna |
| --- | ---- | ---- | ---- | ---- | ---- | ---- | ---- | ---- | ---- | ---- | ---- | ---- | ------ |
| Średnie temperatury w dzień [°C]                                                                                | 24,6 | 25,6 | 26,8 | 28,7 | 30,2 | 31,6 | 32,5 | 32,6 | 31,7 | 30,1 | 27,4 | 25,7 | 28,9   |
| Średnie dobowe temperatury [°C]                                                                                 | 20,2 | 21,3 | 22,6 | 24,8 | 26,5 | 28,1 | 28,9 | 29,0 | 28,3 | 26,6 | 23,7 | 21,7 | 25,1   |
| Średnie temperatury w nocy [°C]                                                                                 | 15,8 | 16,9 | 18,3 | 20,8 | 22,9 | 24,6 | 25,3 | 25,4 | 24,9 | 23,2 | 19,9 | 17,6 | 21,3   |
| Opady [mm] | 49   | 51   | 74   | 85   | 139  | 204  | 134  | 160  | 193  | 169  | 93   | 62   | 1413   |
| Źródło: NOAA (liczba dni z opadami dla wartości 0,25 mm, 53 km na północ od centrum, 2 km od oceanu, 1991-2020) |      |      |      |      |      |      |      |      |      |      |      |      |        |

| Miesiąc | Sty  | Lut  | Mar  | Kwi  | Maj  | Cze  | Lip  | Sie  | Wrz  | Paź  | Lis  | Gru  | Roczna |
| --- | ---- | ---- | ---- | ---- | ---- | ---- | ---- | ---- | ---- | ---- | ---- | ---- | ------ |
| Średnie temperatury w dzień [°C]                                                                                            | 24,7 | 25,7 | 26,8 | 28,6 | 30,3 | 31,8 | 32,5 | 32,7 | 31,8 | 29,7 | 27,2 | 25,3 | 28,9   |
| Średnie dobowe temperatury [°C]                                                                                             | 18,8 | 19,6 | 21,1 | 22,7 | 25,1 | 27,1 | 27,7 | 28,0 | 27,3 | 25,4 | 22,2 | 19,9 | 23,7   |
| Średnie temperatury w nocy [°C]                                                                                             | 12,8 | 13,6 | 15,3 | 16,9 | 19,9 | 22,4 | 22,9 | 23,3 | 22,8 | 21,0 | 17,3 | 14,6 | 18,6   |
| Opady [mm] | 36   | 55   | 64   | 77   | 149  | 238  | 173  | 235  | 213  | 165  | 66   | 40   | 1511   |
| Źródło: NOAA (liczba dni z opadami dla wartości 0,25 mm, 46 km na południowy zachód od centrum, 20 km od oceanu, 1981-2010) |      |      |      |      |      |      |      |      |      |      |      |      |        |

| Sty  | Lut  | Mar  | Kwi  | Maj  | Cze  | Lip  | Sie  | Wrz  | Paź  | Lis  | Gru  | Rok  |
| ---- | ---- | ---- | ---- | ---- | ---- | ---- | ---- | ---- | ---- | ---- | ---- | ---- |
| 23,4 | 23,3 | 24,3 | 26,0 | 27,2 | 28,5 | 29,6 | 30,3 | 29,6 | 28,2 | 26,1 | 24,6 | 26,8 |

## Podział administracyjny

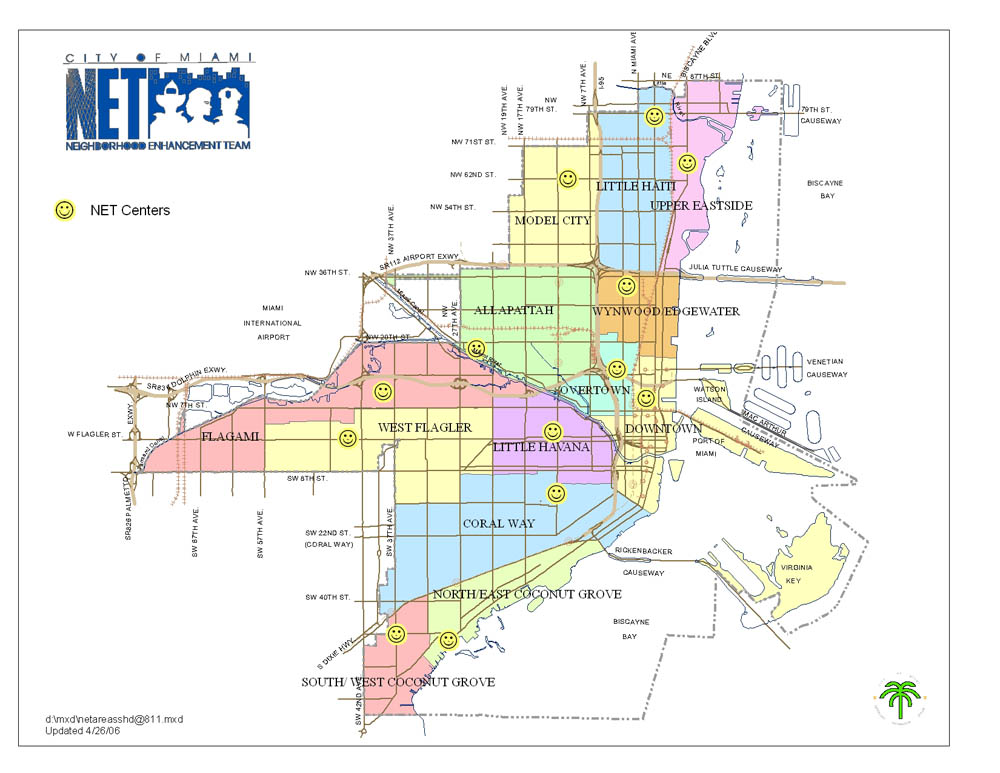
Mapa dzielnic Miami

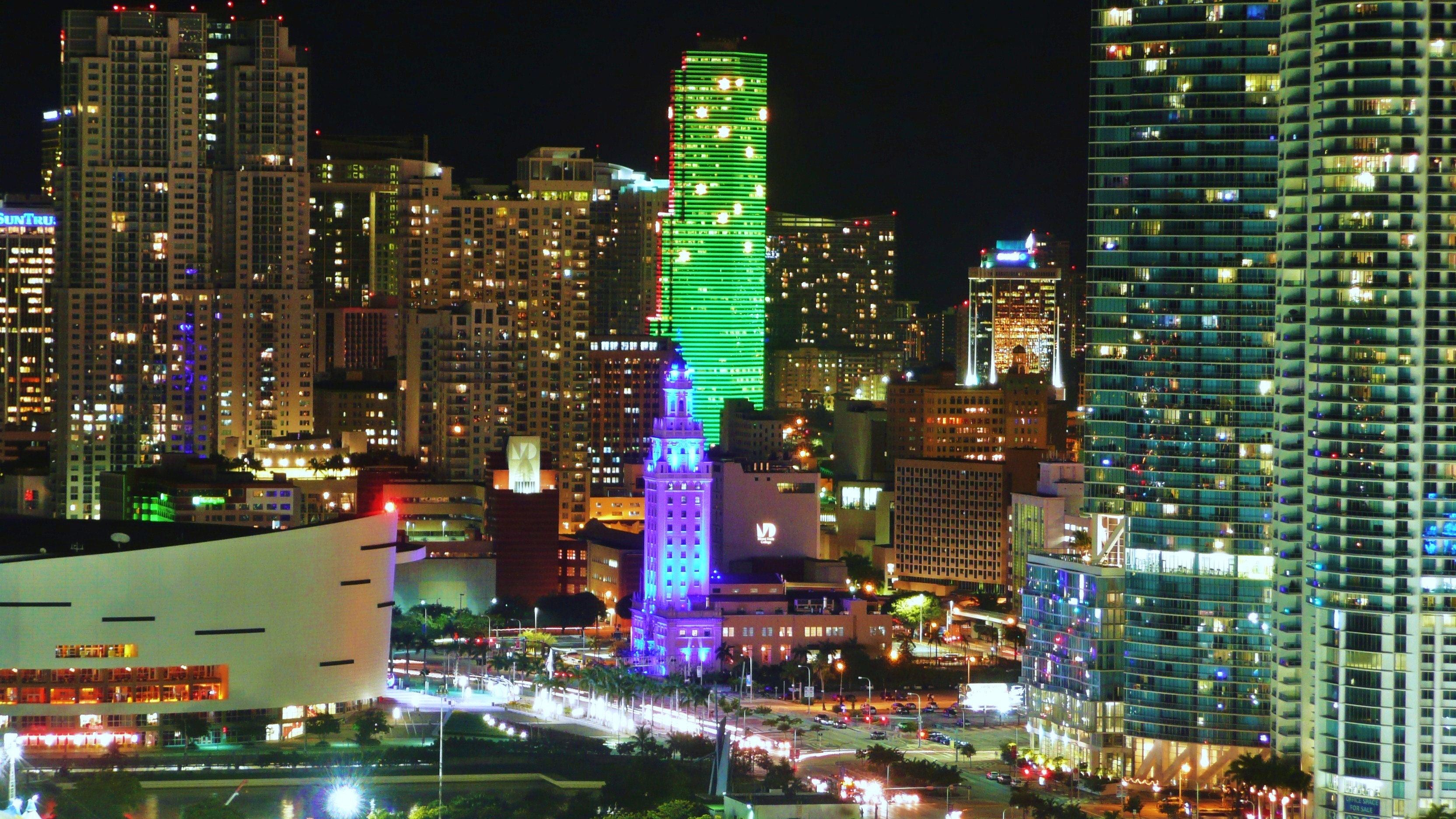
W Greater Downtown Miami znajdują się najszybciej rozwijające się sekcje miasta

Miasto dzieli się wewnętrznie na różne sekcje, z których najważniejsze to North, South, West i Downtown Miami. Sercem jest Downtown Miami, które faktycznie leży we wschodniej części miasta. Na tym obszarze znajdują się m.in.: Brickell, Virginia Key, Watson Island oraz Port of Miami. Downtown stanowi centralny, największy dystrykt biznesowy Florydy Południowej; właśnie tutaj znajduje się największa koncentracja banków międzynarodowych w Stanach Zjednoczonych. Na wschód od Downtown leży South Beach. Z kolei w północno-zachodnim kierunku od Downtown działa Civic Center, największe skupisko szpitali, instytutów badawczych i biotechnologicznych w Miami. Znajdują się tu m.in. szpital Jackson Memorial Hospital oraz szkoła medyczna Leonard M. Miller School of Medicine należąca do Uniwersytetu Miami.
Na południowych obszarach Miami wyróżnić można Coral Way, The Roads i Coconut Grove (Bay Heights). Coral Way jest historyczną dzielnicą mieszkalną, której korzenie sięgają 1922 roku – znajduje się między dzielnicą Downtown Miami a miastem Coral Gables. Obecnie znajdują się tam przede wszystkim zabytkowe domy oraz utrzymane w starym stylu ulice, porośnięte wzdłuż drzewami. Coconut Grove powstała w 1825 roku i także ma historyczny charakter, z wąskimi, krętymi drogami i starymi drzewami. Znajdują się tu m.in. ratusz miejski (usytuowany przy marinie Dinner Key), Coconut Grove Playhouse, CocoWalk, wiele klubów nocnych, barów, restauracji i sklepów boho, co wpływa na popularność dzielnicy wśród studentów akademickich. Coconut Grove stanowi ponadto siedzibę kilku prestiżowych szkół prywatnych, parków, a także zabytkowych posiadłości. Na terenie Coconut Grove są położone również parki i ogrody takie jak Villa Vizcaya, The Kampong, historyczny park stanowy The Barnacle oraz centrum konferencyjne Coconut Grove Convention Center.
Po zachodniej stronie miasta znajdują się m.in.: Little Havana, West Flagler i Flagami, a także szereg innych dzielnic imigrantów. W przeszłości obszary te zamieszkiwała przede wszystkim ludność żydowska, jednak obecnie zachodnie Miami zaludniają głównie imigranci z Ameryki Środkowej i Kuby, podczas gdy zachodnio-centralna dzielnica Miami o nazwie Allapattah stanowi multikulturalną społeczność wielu grup etnicznych.
W północnym Miami umiejscowione jest Midtown, dystrykt o wielkiej różnorodności ludności, z artystami oraz Amerykanami o karaibskim, europejskim i latynoskim pochodzeniu na czele. Edgewater i Wynwood to sekcje Midtown złożone głównie z apartamentowców mieszkalnych, a także Adrienne Arsht Center for the Performing Arts. Najzamożniejsi mieszkańcy osiadają zazwyczaj w północno-wschodniej części Miami, czyli przede wszystkim w Design District i Upper Eastside. W północnych sekcjach Miami znaczącą rolę odgrywają Afroamerykanie oraz karaibscy imigranci, żyjący w sąsiedztwach pokroju Little Haiti, Overtown oraz Liberty City.

## Demografia
| Rok  | Biali | Czarni | Azjaci | Pozostali | Latynosi |
| ---- | ----- | ------ | ------ | --------- | -------- |
| 1910 | 58,7% | 41,3%  | 0,1%   | –         | –        |
| 1920 | 68,5% | 31,3%  | 0,1%   | –         | –        |
| 1930 | 77,3% | 22,7%  | 0,1%   | –         | –        |
| 1940 | 78,5% | 21,4%  | 0,1%   | –         | –        |
| 1950 | 83,7% | 16,2%  | 0,1%   | –         | –        |
| 1960 | 77,4% | 22,4%  | 0,1%   | –         | 17,6%    |
| 1970 | 76,6% | 22,7%  | 0,3%   | 0,4%      | 44,6%    |
| 1980 | 66,6% | 25,1%  | 0,5%   | 7,8%      | 55,9%    |
| 1990 | 65,6% | 27,4%  | 0,6%   | 6,4%      | 62,5%    |
| 2000 | 66,6% | 22,3%  | 0,7%   | 5,6%      | 65,8%    |
| 2010 | 72,6% | 19,2%  | 1,0%   | 4,2%      | 70,0%    |
| 2020 | 65,4% | 16,0%  | 1,3%   |           | 72,5%    |

Miami stanowi 44. pod względem liczby mieszkańców miasto w Stanach Zjednoczonych. Z kolei obszar metropolitalny Miami, w skład którego wchodzą hrabstwa Miami-Dade, Broward i Palm Beach, zamieszkuje w sumie ponad 6 miliona osób, co czyni z niego 9. pod względem wielkości tego typu obszar w kraju i jednocześnie drugą co do wielkości metropolię w południowo-wschodnich Stanach Zjednoczonych. W 2008 roku oszacowano, że Miami jest 44. co do wielkości aglomeracją miejską na świecie.
Miami nosi przydomek „Stolicy Ameryki Łacińskiej”, jako że stanowi 2. pod względem wielkości amerykańskie miasto (po El Paso w Teksasie), w którym ponad połowa mieszkańców za swój język ojczysty uznaje hiszpański; Miami zamieszkuje ponadto największa liczba Amerykanów kubańskiego pochodzenia spośród wszystkich regionów Stanów Zjednoczonych.
Według danych z 2019 roku 77,1% mieszkańców stanowili biali (13,3% nie licząc Latynosów), 15,7% to czarni lub Afroamerykanie, 1,8% deklarowało przynależność do dwóch lub więcej ras, 1,3% to Azjaci, 0,14% to rdzenna ludność Ameryki i 0,01% to Hawajczycy i osoby pochodzące z innych wysp Pacyfiku. Latynosi stanowili 71,3% ludności miasta.
Poza osobami pochodzenia kubańskiego (33%) i afroamerykańskiego do największych grup należą osoby pochodzenia honduraskiego (7,1%), nikaraguańskiego (5,6%), kolumbijskiego (4,7%), wenezuelskiego (3,8%), haitańskiego (3,4%), portorykańskiego (3,2%), dominikańskiego (2,9%), włoskiego (2,4%), „amerykańskiego” (2,3%) i meksykańskiego (2,1%). W 2004 roku United Nations Development Program (UNDP) wyróżnił Miami na szczycie zestawienia miast światowych pod względem procentowego udziału mieszkańców urodzonych poza granicami państwa (59%).
W 2010 roku w Miami istniały 183 994 gospodarstwa domowe, z których 14% było opuszczonych. W 2000 roku 26,3% domów zamieszkiwały dzieci poniżej 18 roku życia, 36,6% stanowiły małżeństwa żyjące razem, 18,7% to gospodarstwa domowe prowadzone przez kobiety (bez obecnego męża), zaś 37,9% stanowiły nie-rodziny. 30,4% ze wszystkich gospodarstw domowych zamieszkiwały pojedyncze osoby, zaś 12,5% samotne osoby powyżej 65 roku życia. Średnia liczebność gospodarstwa domowego wynosiła 2,61, zaś przeciętnej rodziny 3,25. Według kryterium wiekowego, w skład populacji wchodziło 21,7 osób poniżej 18 roku życia, 8,8% w przedziale wiekowym 18-24, 30,3% w wieku 25-44, 22,1% w wieku 45-64, a także 17% osób powyżej 65 lat. Średnia wieku równała się 38 latom. Na każde 100 kobiet przypadało 98,9 mężczyzn, a na każde 100 kobiet w wieku co najmniej 18 lat przypadało 97,3 mężczyzn.
W 2009 roku średni dochód gospodarstwa domowego wynosił 29 812 dolarów, zaś średni dochód rodziny 33 814 dolarów. Z kolei dochód per capita szacowany był na 19 846 dolarów. Około 21,7% rodzin i 26,3% całej populacji żyło poniżej relatywnej granicy ubóstwa.
| Dane historyczne | Dane historyczne | Dane historyczne |
| Rok              | Ludność          | Zm., %           |
| ---------------- | ---------------- | ---------------- |
| 1900             | 1681             | –                |
| 1910             | 5471             | 225,5%           |
| 1920             | 29 549           | 440,1%           |
| 1930             | 110 637          | 274,4%           |
| 1940             | 172 172          | 55,6%            |
| 1950             | 249 276          | 44,8%            |
| 1960             | 291 688          | 17%              |
| 1970             | 334 859          | 14,8%            |
| 1980             | 346 865          | 3,6%             |
| 1990             | 358 548          | 3,4%             |
| 2000             | 362 470          | 1,1%             |
| 2010             | 399 457          | 10,2%            |
| 2020             | 442 241          | 10,7%            |
| [ 37 ]           |                  |                  |

W 1960 roku nie-latynoska ludność rasy białej reprezentowała 80% populacji hrabstwa Miami-Dade. Już dziesięć lat później udział tej grupy w całkowitej populacji miasta zmniejszył się do 32,9%, zamiast tego 45,3% stanowiła ludność o korzeniach latynoskich, a 22,7% przedstawiciele rasy czarnej. Gwałtowny wzrost liczby mieszkańców wiązał się z wewnętrznymi migracjami ludności (które trwały do lat 80.), a także napływem imigrantów do Stanów Zjednoczonych, przede wszystkim w okresie 1960-1990. Obecnie liczba imigrantów napływających do Miami znacząco zmalała, a dzisiejszy rozwój miasto zawdzięcza urbanizacji i konstrukcji drapaczy chmur, które ciągną za sobą wzrost populacji okolicznych obszarów. Dla przykładu, w czasie pierwszej dekady XXI wieku liczba mieszkańców Downtown wzrosła o 2 069%. Miami rozpatrywane jest raczej jako multikulturalna mozaika, niż tygiel narodów, jako że mieszkańcy zachowują dużą część swojej własnej kultury. Z tego względu kultura Miami jest silnie inspirowana dużą populacją latynoską, czarną i karaibską.

### Języki
Według danych za lata 2010–2015, 69,7% populacji w wieku powyżej 5 lat mówi w domu po hiszpańsku, 23,1% angielsku, 4,1% kreolskim haitańskim, 0,56% portugalskim, 0,48% francuskim, 0,3% włoskim, 0,29% chińskim i 0,26% arabskim.
Miami jest miastem, w którym największa część populacji amerykańskiej jako swój język ojczysty wskazuje inny niż angielski (74,55%). Ze względu na to, że angielskojęzyczna część populacji miasta opuszcza obszary Miami, przewiduje się kolejne spadki ich udziału w tej puli.

### Aktywność społeczna
W Miami działa kilkanaście organizacji, które mają promować wśród mieszkańców Miami działalność w wolontariatach. Do największych należą m.in.: Miami-Dade Armia Zbawienia, Hands On Miami, City Year Miami, Human Services Coalition of South Florida oraz Citizens for a Better South Florida.

## Gospodarka

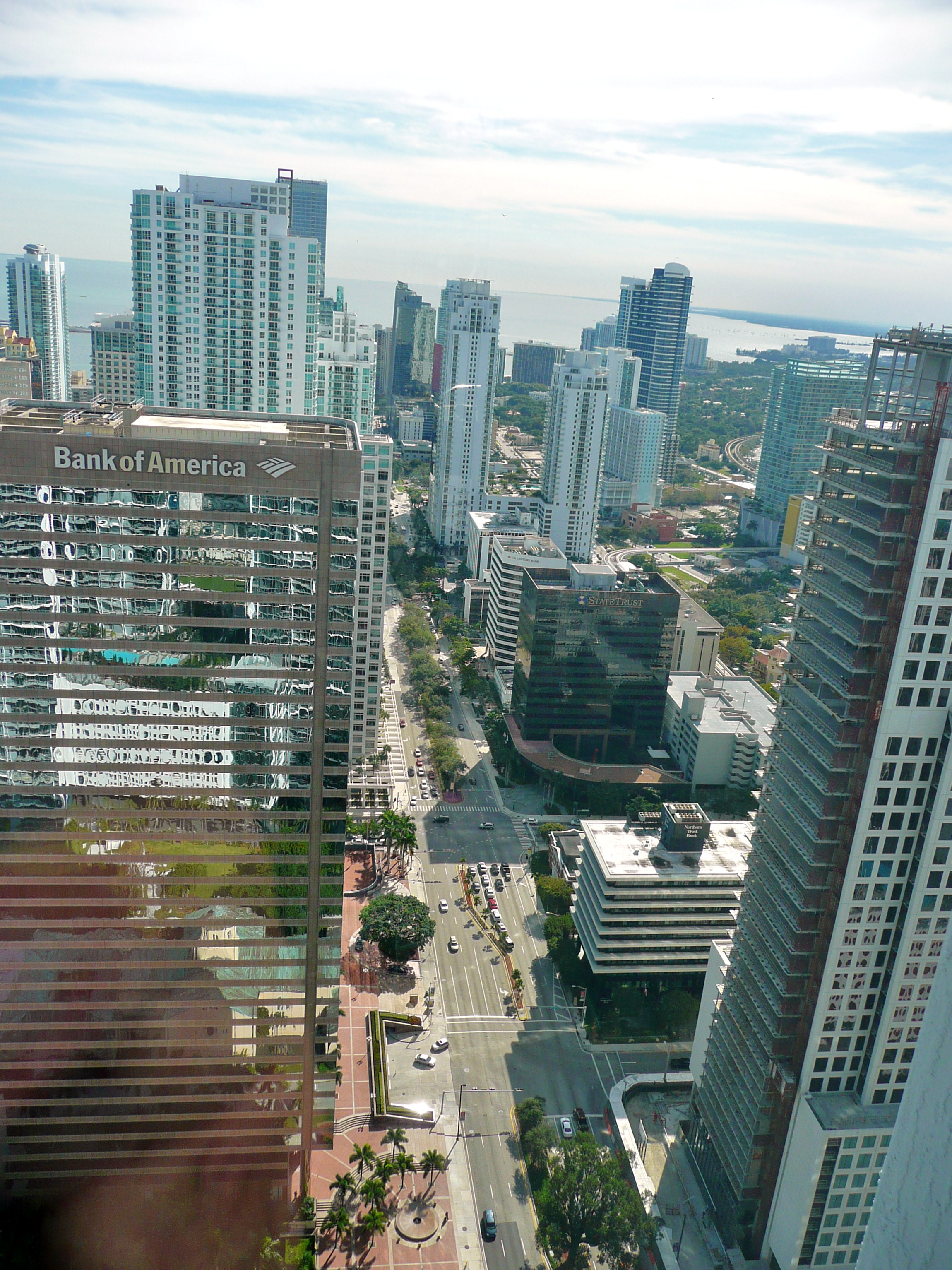
Downtown stanowi centrum finansów i biznesu Florydy Południowej, a zarazem największą koncentrację banków międzynarodowych w Stanach Zjednoczonych

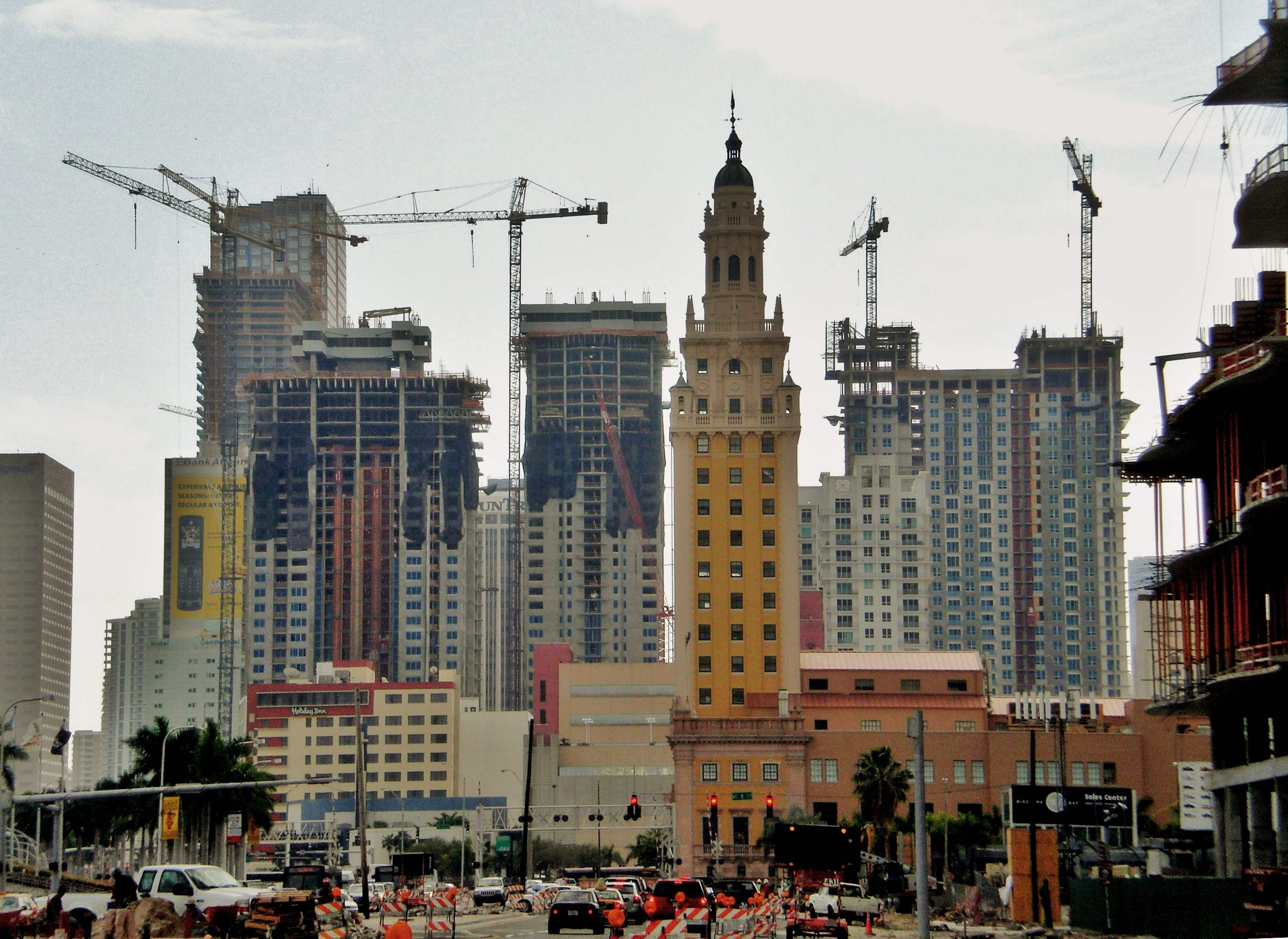
Budowa wieżowców w centrum miasta wpisuje się w zjawisko „manhattanizacji” Miami

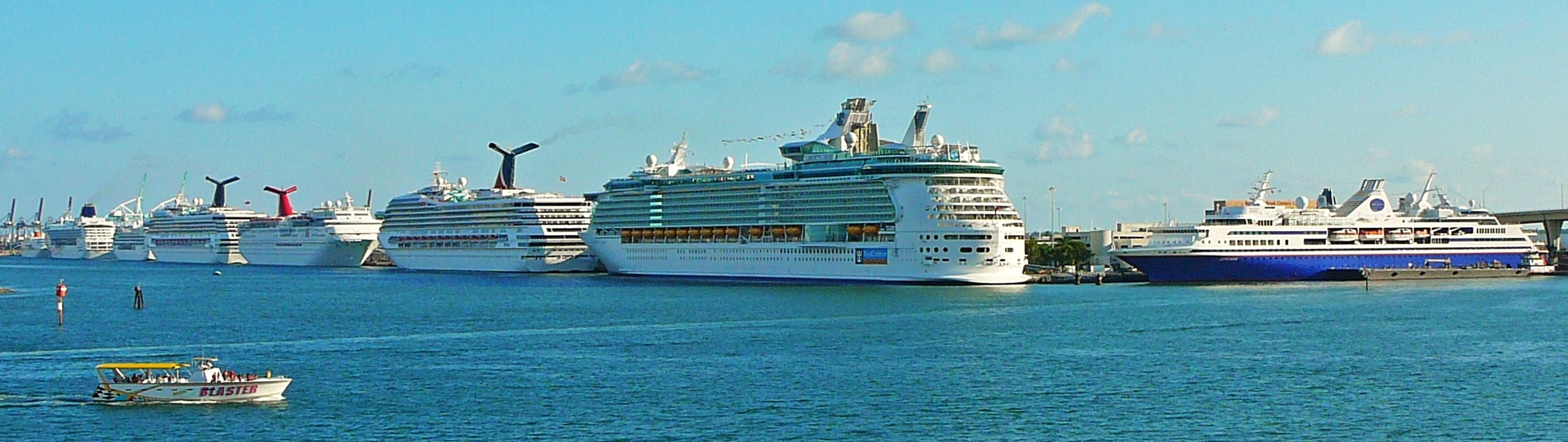
Port of Miami przyjmuje najwięcej liniowców i rejsów wycieczkowych ze wszystkich portów świata

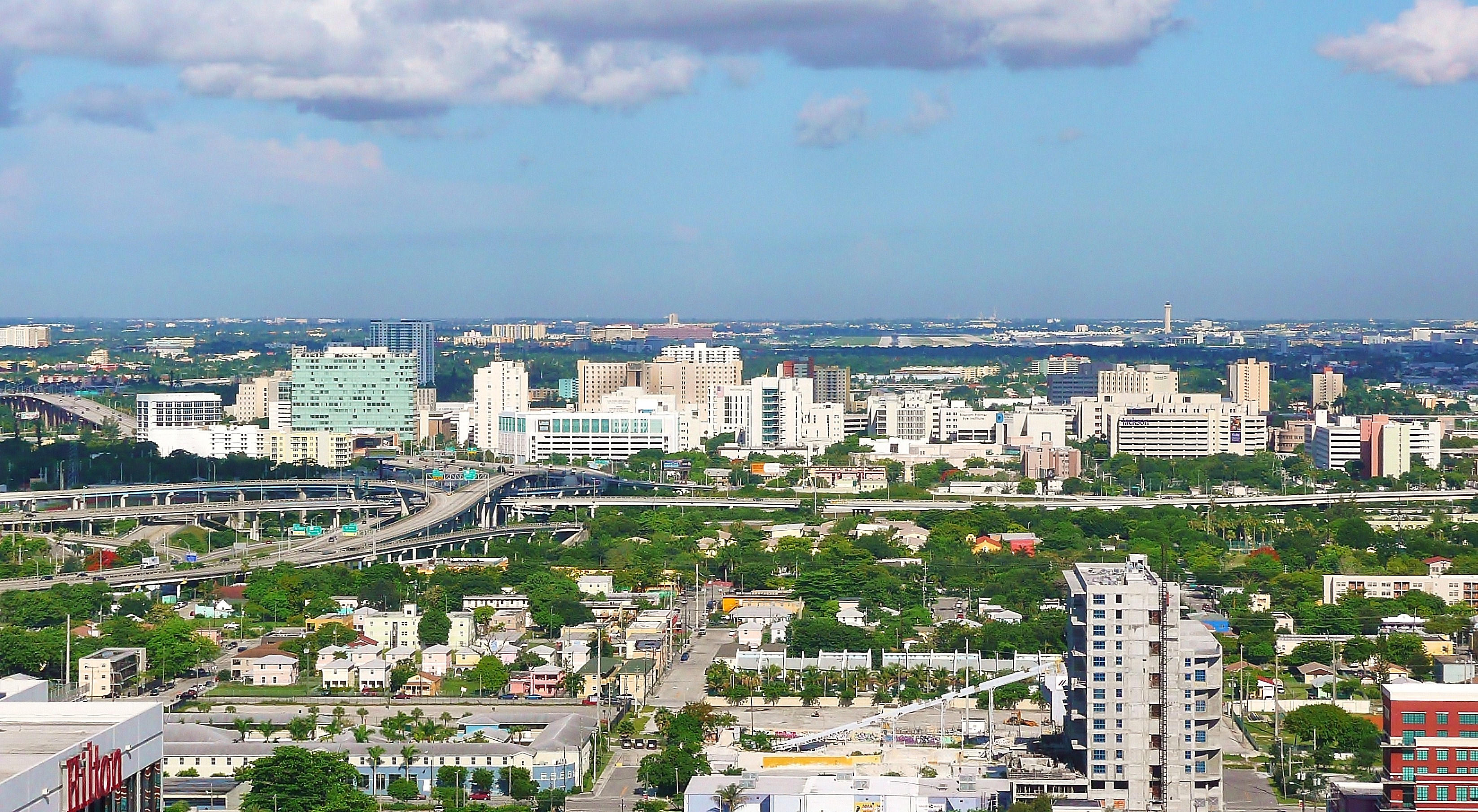
Civic Center (Miami) stanowi drugie pod względem wielkości skupisko instytutów medycznych i badawczych w Stanach Zjednoczonych

Miami stanowi ważne centrum finansów i gospodarki, skupiając silną społeczność biznesu międzynarodowego. Według rankingu miast światowych sporządzonego przez Globalization and World Cities Study Group & Network (GaWC), Miami uznane zostało za metropolię globalną kategorii Beta. Produkt miejski brutto Miami wynosił w 2010 roku 257 miliardów dolarów, zajmując 11. miejsce na liście miast amerykańskich i 20. w zestawieniu miast świata.
W Miami lub jego okolicach swoje siedziby główne posiada szereg wielkich korporacji, włączając w to m.in.: Akerman Senterfitt, Alienware, Arquitectonica, Arrow Air, Bacardi, Benihana, Brightstar Corporation, Burger King, Celebrity Cruises, Carnival Corporation, Carnival Cruise Lines, CompUSA, Crispin Porter + Bogusky, Duany Plater-Zyberk & Company, Espírito Santo Financial Group, Fizber.com, Greenberg Traurig, Holland & Knight, Inktel Direct, Interval International, Lennar, Navarro Discount Pharmacies, Norwegian Cruise Line, Oceania Cruises, Perry Ellis International, RCTV International, Royal Caribbean Cruise Lines, Ryder Systems, Seabourn Cruise Line, Sedano’s, Telefónica USA, UniMás, Telemundo, Univision, U.S. Century Bank, Vector Group i World Fuel Services. Ze względu na relatywnie niedużą odległość od Ameryki Łacińskiej, ponad 1400 korporacji założyło w Miami swoje biura poświęcone działalności w Ameryce Południowej, a w tym: AIG, American Airlines, Cisco Systems, Disney, Exxon, FedEx, Kraft Foods, LEO Pharma Americas, Microsoft, Yahoo, Oracle, SBC Communications, Sony, Symantec, Visa International i Wal-Mart.
Miami jest znaczącym centrum biznesu telewizyjnego i jednocześnie najważniejszym miastem amerykańskim na rynku hiszpańskojęzycznych mediów. Univision, Telemundo i UniMás posiadają swoje siedziby i studia produkcyjne w Miami. W 2011 roku 85% produkcji Telemundo powstawało właśnie w tym mieście. W Miami swoje siedziby mają ponadto wytwórnie filmowe, na czele z Sony Music Latin i Universal Music Latin Entertainment; samo miasto jest często miejscem kręcenia wideoklipów oraz filmów.
Nieprzerwanie od 2001 roku w Miami obserwuje się zjawisko manhattanizacji, z ponad 50 wieżowcami o wysokościach co najmniej 122 metrów, które już powstały lub są w fazie konstrukcji. Miami zajmuje 3. miejsce w Stanach Zjednoczonych (ustępując jedynie Nowemu Jorkowi i Chicago) i 19. na świecie pod względem „najbardziej imponującej panoramy”, według zestawienia Almanac of Architecture and Design. W mieście znajduje się osiem najwyższych wieżowców w stanie Floryda, z czego prym wiedzie mierzący 240 metrów Four Seasons Hotel & Tower. Ponadto w Miami występuje największa koncentracja banków międzynarodowych na terenie kraju.
Na początku XXI wieku Miami doświadczyło największego boomu nieruchomościowego od czasu lat 20. W tym okresie władze miasta zatwierdziły projekty budowy ponad 100 wieżowców, z których dotychczas powstało 50. To spowodowało wzrost populacji Miami, zwłaszcza w dzielnicach Downtown, Brickell i Edgewater, które to stały się wówczas najszybciej rozwijającymi się obszarami Stanów Zjednoczonych. Załamanie na rynku nieruchomości w 2007 roku sprawiło, że Miami zajmowało w 2008 roku 8. miejsce na liście miast amerykańskich pod względem liczby domów przejętych przez wierzycieli. W 2011 roku magazyn Forbes uznał Miami za 2. w rankingu najgorszych miast amerykańskich ze względu na dużą liczbę obiektów zajmowanych przez wierzycieli oraz przypadku korupcji wśród przedstawicieli władzy w ostatniej dekadzie. Z kolei rok później ten sam magazyn określił Miami mianem najgorszego amerykańskiego miasta, przez wzgląd na ciągły kryzys na rynku nieruchomości, który kosztował tysiące mieszkańców utratę domów i prac.
Miami International Airport i Port of Miami są jednymi z największych tego typu obiektów w Stanach Zjednoczonych, zwłaszcza dla ładunków z Ameryki Południowej i Karaibów. Port of Miami, znany jako „Rejsowa Stolica Świata”, przyjmuje każdego roku największą liczbę rejsów prywatnych oraz liniowców wycieczkowych spośród wszystkich portów świata, zaś MIA jest największym lotniskiem na Florydzie i jednocześnie największym punktem granicznym pomiędzy Stanami Zjednoczonymi a Ameryką Łacińską. W 2010 roku Port of Miami przyjął 4,33 miliony turystów, zaś w 2011 roku gwarantował w sumie 176 tysięcy miejsc pracy i wytwarzał roczny dochód w wysokości 18 miliardów dolarów. Co siódmy statek pasażerski na świecie rozpoczyna swoją podróż w Miami.
Ważną branżą w gospodarce Miami jest turystyka. W celach biznesowych, konwencyjnych, rozrywkowych i wypoczynkowych miasto w 2009 roku odwiedziło 38 milionów gości z kraju i ze świata, którzy zostawili w Miami w sumie ponad 17 miliardów dolarów. Art Deco District w South Beach stanowi jeden z najpopularniejszych celów wypoczynkowych dla amerykańskich i międzynarodowych turystów za sprawą klubów nocnych, plaż, budynków historycznych oraz luksusowych sklepów. Kolejnych gości do miasta przyciągają takie wydarzenia, jak Sony Ericsson Open, Art Basel, Winter Music Conference, South Beach Wine & Food Festival i Mercedes-Benz Fashion Week Miami.
W Miami znajduje się National Hurricane Center oraz centrala United States Southern Command, odpowiedzialnego za operacje militarne w Ameryce Centralnej i Południowej. W mieście kwitnie także przemysł wydobycia kamienia oraz magazynowania, ulokowany przede wszystkim wzdłuż zachodnich granic Miami.
Zgodnie z danymi US Census Bureau, w 2004 roku Miami było trzecim od końca miastem w Stanach Zjednoczonych (za Detroit i El Paso) pod względem dochodów osiąganych przez mieszkańców. Miami jest ponadto jednym z bardzo nielicznych miast amerykańskich, które zbankrutowały (w tym przypadku miało to miejsce w 2001 roku). Jednakże od tego czasu Miami przeżyło wielki rozwój; w 2008 roku uznane zostało za „najczystsze miasto Ameryki” według Forbesa, ze względu na całoroczną dobrą jakość powietrza, czystą wodę pitną, czyste ulice i wdrażanie programów recyklingowych. Według badań UBS z 2009 roku, spośród 73 analizowanych miast, Miami uznane zostało za najbogatsze miasto Stanów Zjednoczonych i 5. miasto świata pod względem siły nabywczej.

## Kultura

### Rozrywka

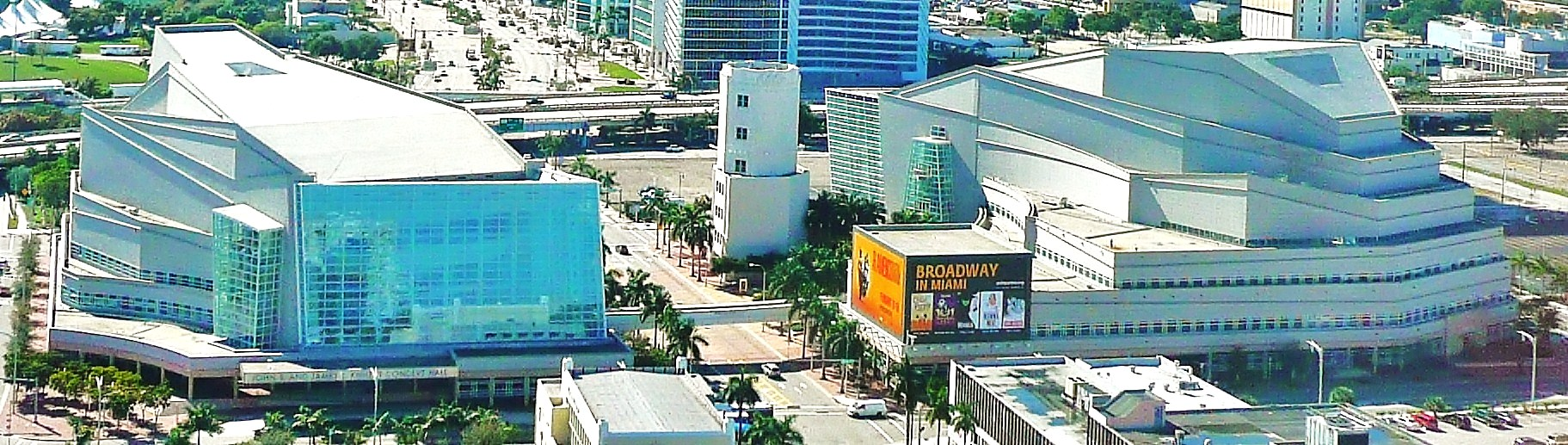
Adrienne Arsht Center for the Performing Arts, drugie pod względem wielkości centrum sztuk w Stanach Zjednoczonych

W Miami istnieje szereg obiektów rozrywkowych, teatrów, muzeów i parków. Jednym z najnowszych elementów sceny artystycznej miasta jest Adrienne Arsht Center for the Performing Arts, siedziba Florida Grand Opera i jednocześnie drugie co do wielkości centrum sztuki w Stanach Zjednoczonych, tuż po Lincoln Center w Nowym Jorku. W skład kompleksu wschodzi Ziff Ballet Opera House, Knight Concert Hall, Carnival Studio Theater oraz Peacock Rehearsal Studio. Dzięki temu, w Adrienne Arsht Center wystawiane są światowe produkcje operowe, balety oraz koncerty. Wśród innych tego typu obiektów w Miami są m.in.: Gusman Center for the Performing Arts, Coconut Grove Playhouse, Colony Theatre, Lincoln Theatre, New World Center, Actor’s Playhouse at the Miracle Theatre, Jackie Gleason Theatre, Manuel Artime Theater, Ring Theatre, Playground Theatre, Wertheim Performing Arts Center, Fair Expo Center oraz Bayfront Park Amphitheater.
Na rozwiniętej scenie muzyki poważnej Miami działa kilka orkiestr, szkół muzycznych oraz obiektów specjalizujących się w koncertach tego typu, a w tym: Florida Grand Opera, Frost School of Music, Miami City Ballet, Miami Conservatory, Miami Wind Symphony, New World School of the Arts i New World Symphony Orchestra.
Miami stanowi ponadto ważne centrum świata mody; w mieście działa szerokie grono cenionych agencji modelingu, a także organizowane są doroczne pokazy mody Miami Fashion Week i odbywający się w Wynwood Art District Mercedes-Benz Fashion Week Miami.

### Muzea
Duża część muzeów znajduje się na obszarze Downtown: Bass Museum, Coral Gables Museum, Frost Art Museum, Historical Museum of Southern Florida, Jewish Museum of Florida, Lowe Art Museum, Miami Art Museum, Miami Children’s Museum, Miami Science Museum, Museum of Contemporary Art, Vizcaya Museum and Gardens, Wolfsonian-FIU Museum i Miami Cultural Center, w którym działa największa biblioteka w mieście. W Miami corocznie odbywa się największa wystawa sztuki na świecie, określana mianem „Olympics of Art”, Art Basel Miami.

### Parki

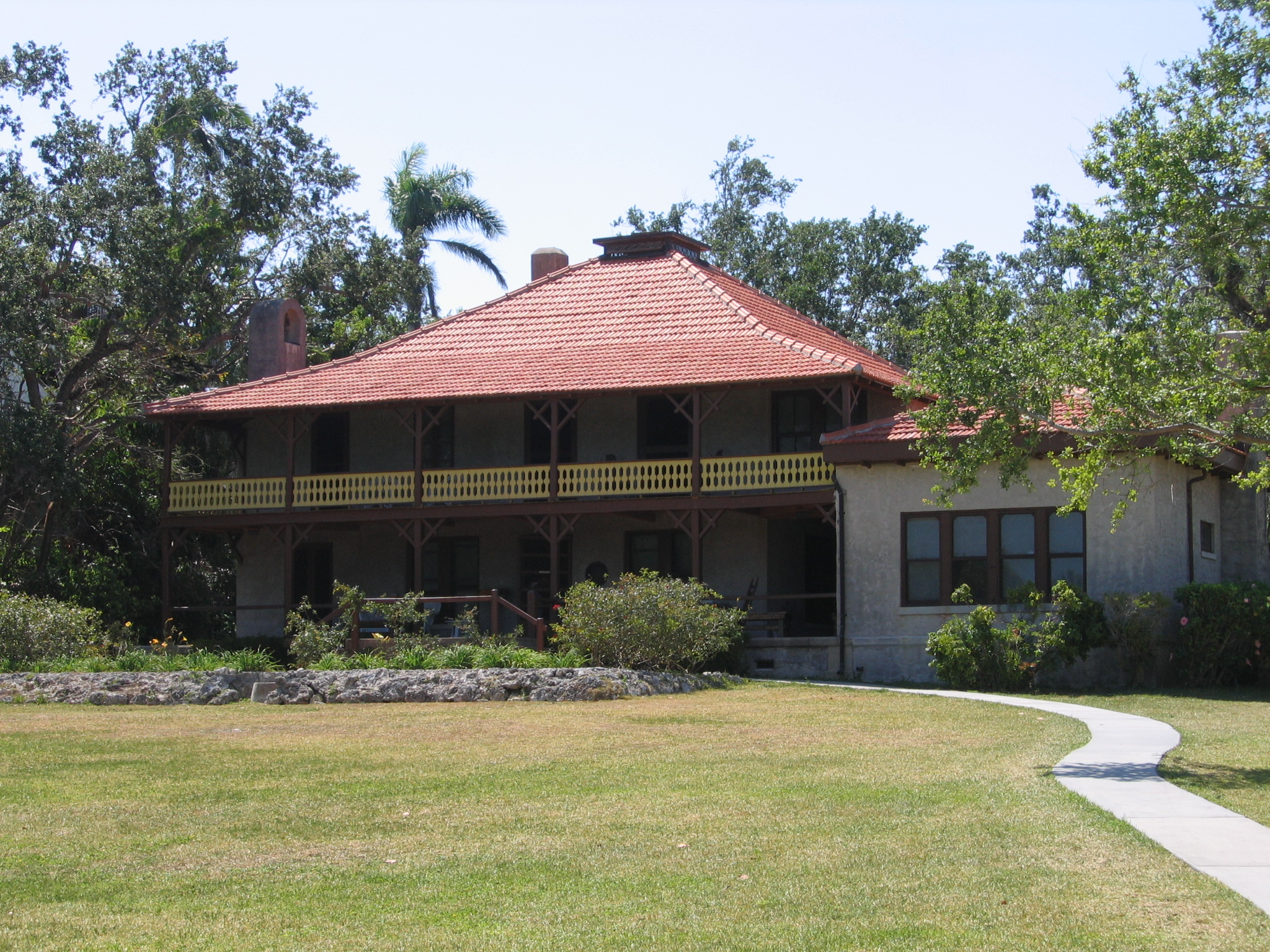
The Barnacle Historic State Park, wybudowany w 1891 roku w dzielnicy Coconut Grove (Bay Heights)

Tropikalna pogoda Miami pozwala mieszkańcom na coroczne aktywności pod gołym niebem. Jako że miasto dysponuje dużą liczbą portów, rzek, zatok i dostępem do Oceanu Atlantyckiego, popularnością cieszy się żeglowanie, wypoczynek na jachtach oraz łowienie ryb. Zatoka Biscayne, ze względu na występujące tam rafy koralowe, przyciąga z kolei nurków oraz osoby uprawiające snorkeling. W sumie, w Miami jest ponad 80 parków oraz ogrodów miejskich; do największych i najczęściej odwiedzanych zaliczyć można: Bayfront Park i Bicentennial Park, Fairchild Tropical Botanic Garden, Key Biscayne, Tropical Park, Peacock Park, Morningside Park, Virginia Key oraz Watson Island.
Wśród innych popularnych atrakcji są również: Jungle Island, Zoo Miami, Miami Seaquarium, Coral Castle, Kościół św. Bernarda z Clairvaux w North Miami Beach i Charles Deering Estate.

### Muzyka

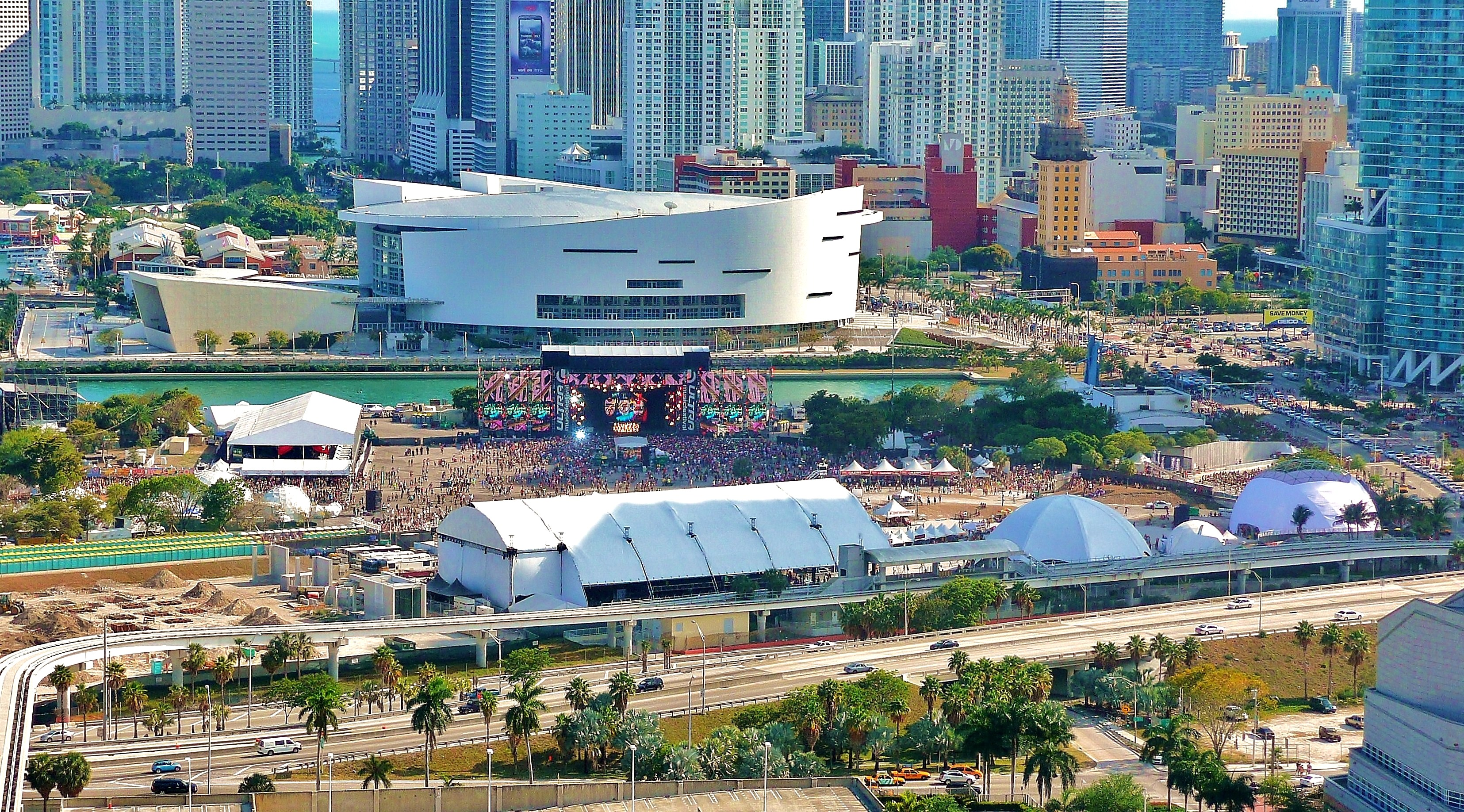
Doroczny Ultra Music Festival, jedna z największych imprez tanecznych na świecie.

Muzyka Miami jest bardzo zróżnicowana. Kubańczycy spopularyzowali w lokalnej kulturze kongi i rumbę, Dominikańczycy bachatę oraz merengue, Kolumbijczycy muzykę vallenato i cumbia, zaś Brazylijczycy sambę. Z kolei imigranci z wysp karaibskich wprowadzili do kultury amerykańskiej tego regionu reggae, socę, zouk, calypso, a także steel pan.
Na początku lat 70. XX wieku, za sprawą wytwórni TK Records, popularność zdobyło disco z Miami, na czele z grupą KC and the Sunshine Band, a także George’em McCraem i Teri DeSario. Od 1975 roku miasto zamieszkiwali członkowie zespołu Bee Gees. W kolejnych latach zafascynowani Miami Gloria Estefan i Miami Sound Machine zadebiutowali na scenie popularnej ze swoją przesyconą kubańskimi wpływami twórczością. Na przełomie lat 80. i 90. zrodził się nowy gatunek muzyki, Miami bass, wykonywany przez 2 Live Crew, 95 South, Tag Team, 69 Boyz, Quad City DJ’s i Freak Nasty, który za sprawą żywiołowych, energetycznych brzmień, obejmował popularnością kolejne regiony Stanów Zjednoczonych.
Miami jest również domem dla szerokiej sceny muzyki techno oraz dance. To tu narodził się styl muzyczny o nazwie freestyle. Swoją karierę rozpoczęli tu tacy wykonawcy freestyle’u jak Pretty Tony, Debbie Deb, Stevie B i Exposé oraz indie/folk jak Cat Power i Iron & Wine. W mieście odbywają się doroczne Winter Music Conference, duża impreza taneczna, i Ultra Music Festival, a także inne, mniejsze festiwale i wydarzenia muzyczne. Ze względu na popularność tego typu muzyki, a także klubów nocnych, Miami uznawane jest za część tzw. clublandu, w skład którego wchodzi także Ibiza czy Ajia Napa.
Z Miami wywodzi się również wielu artystów powiązanych ze światem rapu i hip hopu, a w tym: Trick Daddy, Trina, Pitbull, Pretty Ricky, DJ Khaled, Flo-Rida, Jackie-O, Rick Ross, SpaceGhostPurrp i DJ Laz.

### Media

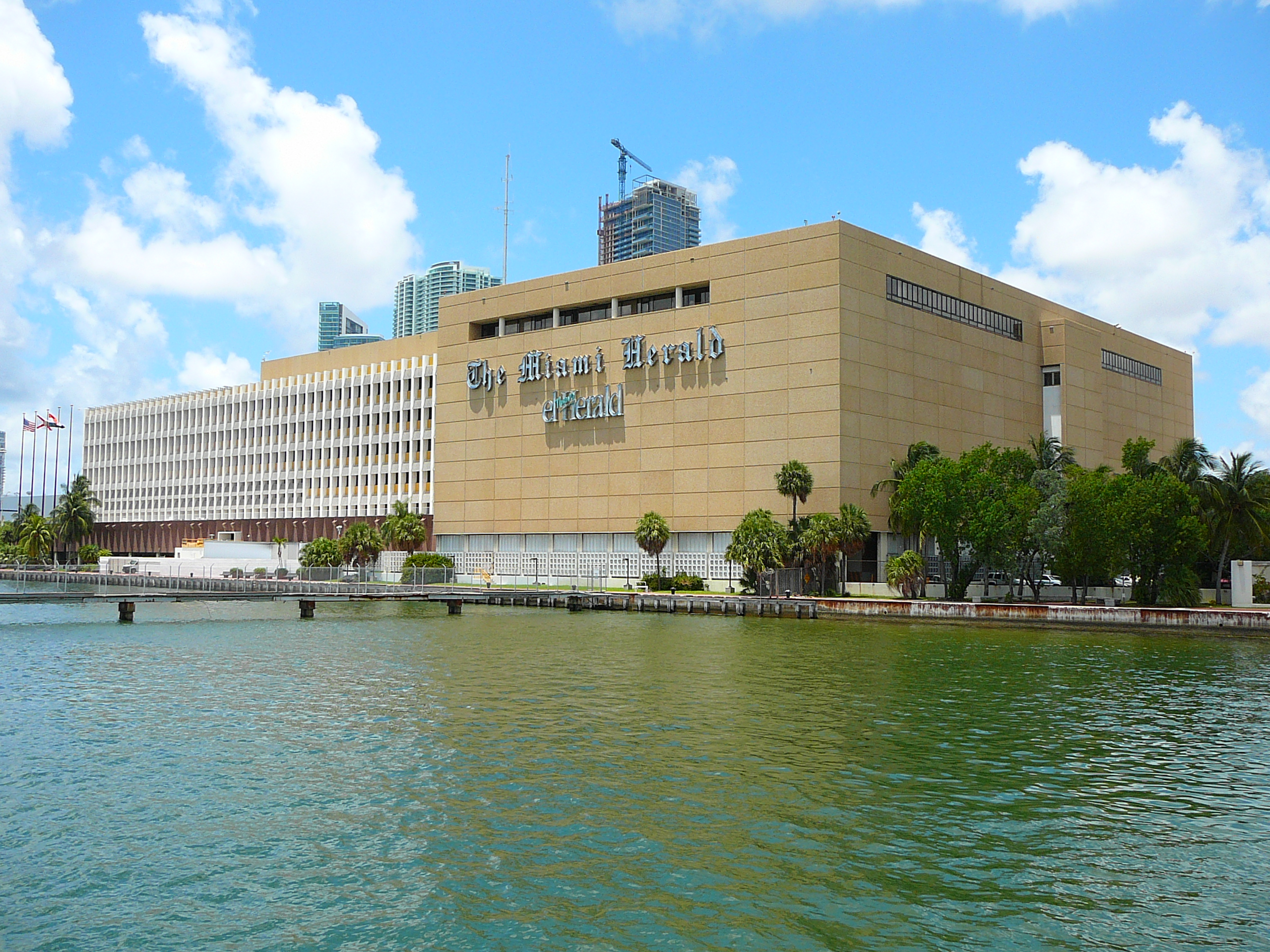
Była siedziba „The Miami Herald”

Miami posiada jeden z największych rynków telewizyjnych w Stanach Zjednoczonych i zarazem drugi pod względem wielkości w stanie Floryda. Najpopularniejszym dziennikiem w mieście pozostaje „The Miami Herald” z ponad milionem czytelników dziennie, zaś „El Nuevo Herald” stanowi najważniejszą hiszpańskojęzyczną publikację; obie gazety mają największy nakład spośród wszystkich pism wydawanych na Florydzie Południowej. Zarówno „The Miami Herald”, jak i „El Nuevo Herald” miały swoje siedziby w Downtown Miami przy Herald Plaza; obecnie ich siedziby znajdują się w United States Southern Command w mieście Doral.
Wśród pozostałych znaczących gazet są m.in.: „Miami Today” (z siedzibą w Brickell), „Miami New Times” (z siedzibą w Midtown), „Miami Sun Post”, „South Florida Business Journal”, „Miami Times” i „Biscayne Boulevard Times”. Własne czasopisma wydają również studenci lokalnych uczelni, tj. m.in.: Uniwersytet Miami („The Miami Hurricane”), Florida International University („The Beacon”), Miami-Dade College („The Metropolis”) oraz Barry University („The Buccaneer”). Z kolei do lokalnych, „dzielnicowych” publikacji należą: „Aventura News”, „Coral Gables Tribune”, „Biscayne Bay Tribune” lub też „Palmetto Bay News”.
W Miami znajdują się siedziby wielu z największych światowych sieci telewizyjnych, wytwórni płytowych i firm produkujących filmy/seriale/programy telewizyjne, czyli m.in.: Telemundo, UniMás, Galavisión, Mega TV, Univision, Univision Communications, Inc., Universal Music Latin Entertainment, RCTV International oraz Sunbeam Television.
Miami stanowi dwunasty co do wielkości rynek radiowy, a także siedemnasty co do wielkości rynek telewizyjny w Stanach Zjednoczonych. Do stacji telewizyjnych nadających w mieście należą: WAMI (UniMás), WBFS, WSFL (The CW), WFOR (CBS), WHFT (TBN), WLTV (Univision), WPLG (ABC), WPXM (ION), WSCV (Telemundo), WSVN (Fox), WTVJ (NBC), WPBT (PBS) i WLRN.

### Kuchnia
Kuchnia Miami odzwierciedla zróżnicowania wśród populacji miasta, ze szczególnymi wpływami ze strony kuchni karaibskiej oraz latynoskiej. Efektem połączenia tych dwóch typów z kuchnią amerykańską był unikatowy styl, znany jako kuchnia Floribbean, dostępna szeroko w Miami oraz całej Florydzie Południowej, a także w chociażby sieci restauracji Pollo Tropical.
W latach 60. XX wieku popularnością wśród mieszkańców Miami zaczęły cieszyć się dania kubańskich imigrantów, takie jak: bistec de palomilla, kanapka kubańska, medianoche, espresso kubańskie dosładzane brązowym cukrem trzcinowym oraz krokiety. Położenie nad Oceanem Atlantyckim i długa tradycja portowa sprawiają, że Miami znane jest również z potraw z owoców morza, serwowanych przede wszystkim w restauracjach położonych wzdłuż Miami River oraz nad zatoką Biscayne. Z Miami wywodzą się sieci restauracji Burger King i Tony Roma’s.

### Akcent
Unikatowy akcent większości mieszkańców Miami znany jest powszechnie jako „Miami accent”. Główny wpływ na jego rozwój mieli Latynosi 2. i 3. generacji, a w tym przede wszystkim Amerykanie kubańskiego pochodzenia. Akcent ludności Miami jest zbliżony do północno-wschodniego akcentu amerykańskiego, jednakże jego wymowa jest przepełniona wpływami z języka hiszpańskiego.

## Sport

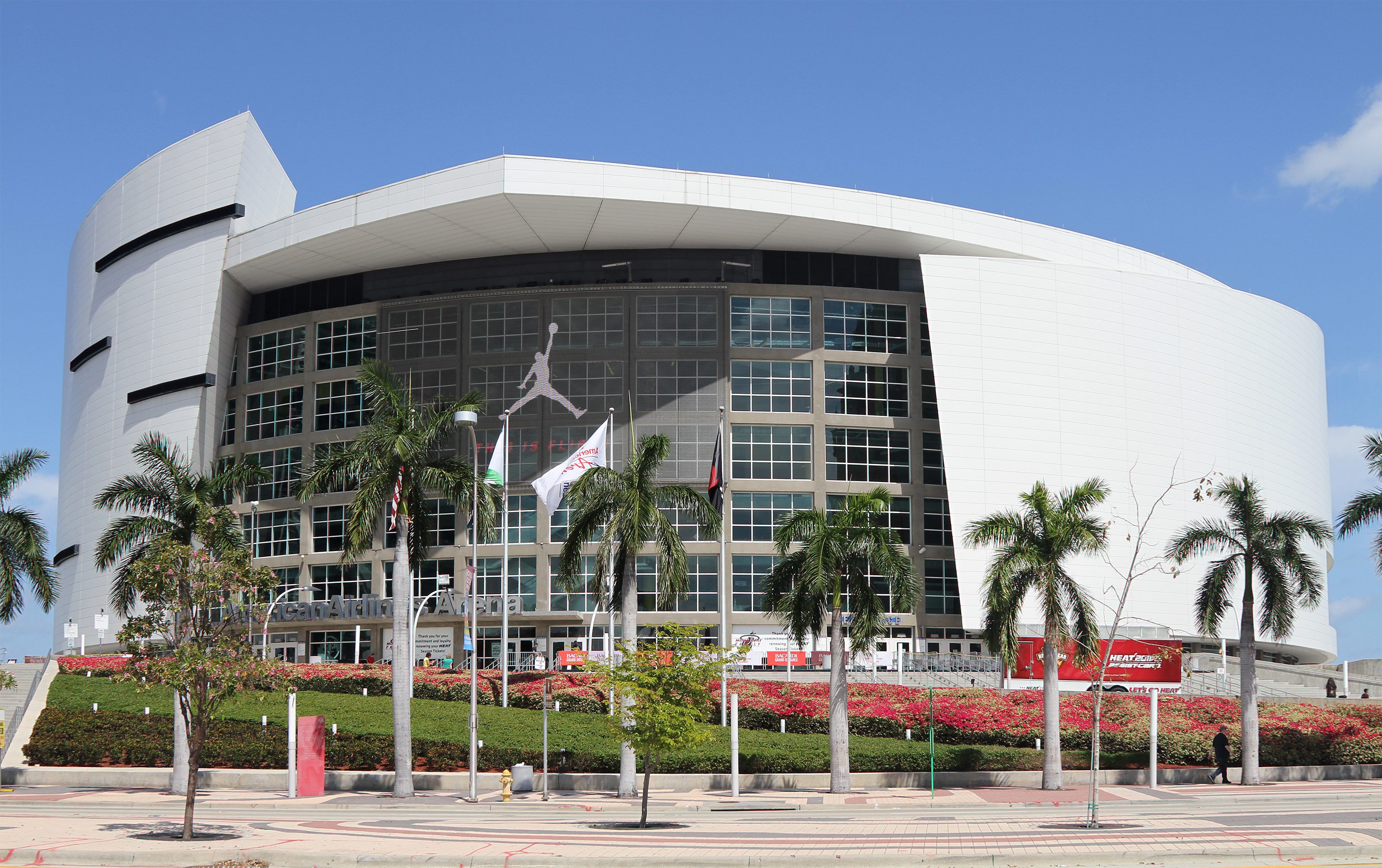
American Airlines Arena, domowy obiekt drużyny Miami Heat

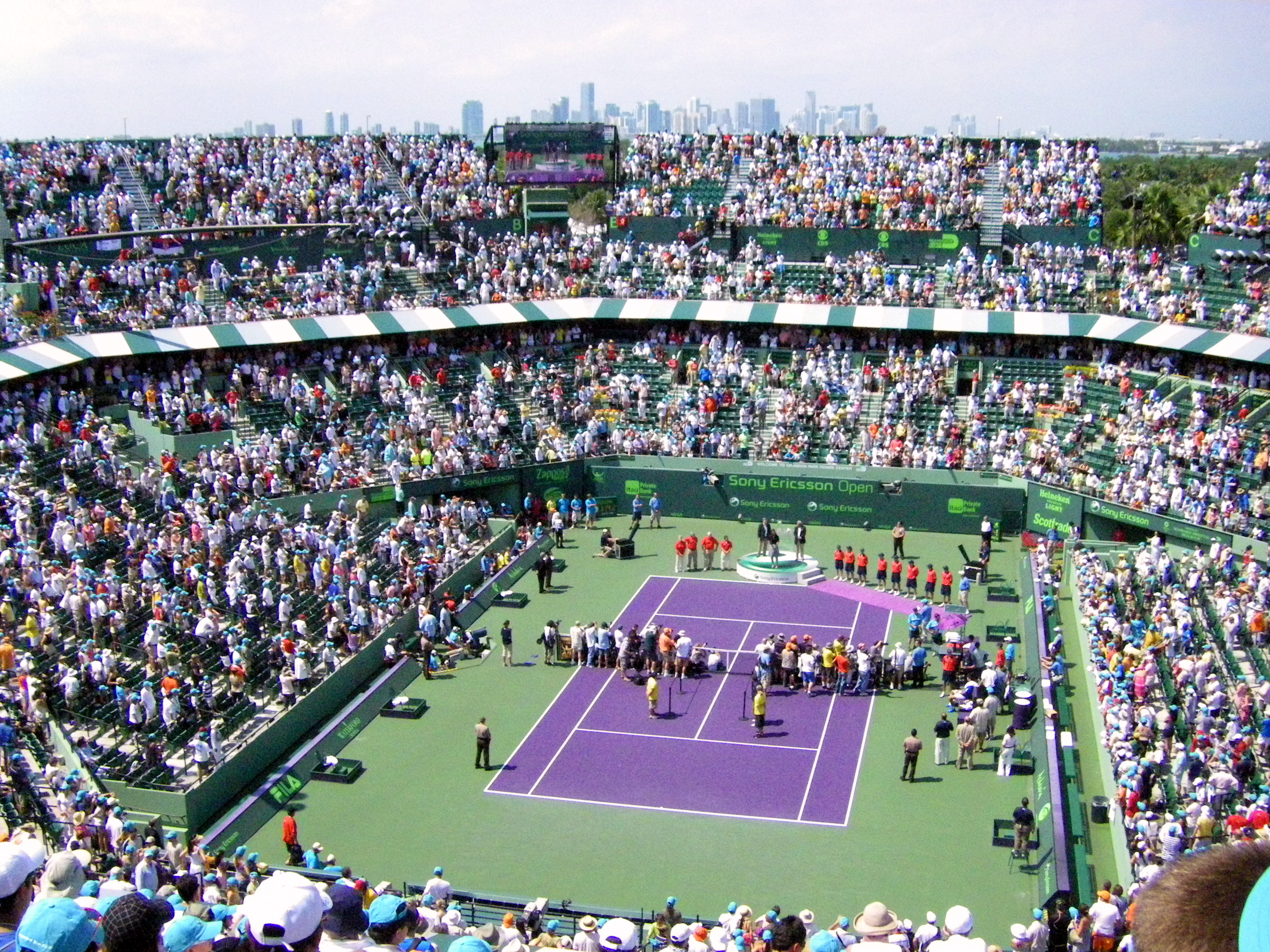
Sony Open Tennis, coroczny turniej tenisowy rozgrywany w Miami

Do czterech najważniejszych drużyn sportowych z Miami należą: Miami Dolphins z National Football League (NFL), Miami Heat z National Basketball Association (NBA), Miami Marlins z Major League Baseball (MLB) oraz Florida Panthers z National Hockey League (NHL). Poza przedstawicielami w czterech najważniejszych ligach, w mieście działają również kluby: Miami FC, Miami Tropics i Inter Miami CF. W Miami rozgrywany jest doroczny turniej tenisowy Miami Open, a także turnieje golfowe. W przeszłości miasto organizowało także profesjonalne wyścigi samochodowe: Miami Indy Challenge, a później Grand Prix Americas.
W Miami działają również uniwersyteckie drużyny sportowe, z których największe stanowią: University of Miami Hurricanes (grająca na Sun Life Stadium) i Florida International University FIU Panthers (grająca na Riccardo Silva Stadium).
Wśród obecnie nieistniejących drużyn, które w przeszłości grały w Miami są: Miami Floridians (ABA), Miami Matadors (ECHL), Miami Manatees (WHA2), Miami Gatos (NASL), Miami Screaming Eagles (WHA), Miami Seahawks (AAFC), Miami Sol (WNBA), Miami Toros (NASL), Miami Tropics (SFL), Miami Tropics (ABA) oraz Miami Hooters (AFL).
| Klub             | Sport              | Liga                            | Siedziba                | Zwycięstwa ligowe |
| ---------------- | ------------------ | ------------------------------- | ----------------------- | --- |
| Miami Dolphins   | futbol amerykański | National Football League        | Sun Life Stadium        | Super Bowl (2) - VII 1972 – wygrana z Washington Redskins, 14-7 - VIII 1973 – wygrana z Minnesota Vikings, 24-7                                                   |
| Florida Panthers | hokej na lodzie    | National Hockey League          | BankAtlantic Center     | |
| Miami Heat       | koszykówka         | National Basketball Association | American Airlines Arena | NBA Finals (2) - 2006 – wygrana z Dallas Mavericks, seria 4-2 - 2012 – wygrana z Oklahoma City Thunder, seria 4-1 - 2013 – wygrana z San Antonio Spurs, seria 4-3 |
| Miami Marlins    | baseball           | Major League Baseball           | Marlins Park            | World Series (2) - 1997 – wygrana z Cleveland Indians, seria 4-3 - 2003 – wygrana z New York Yankees, seria 4-2                                                   |

## Władze miasta

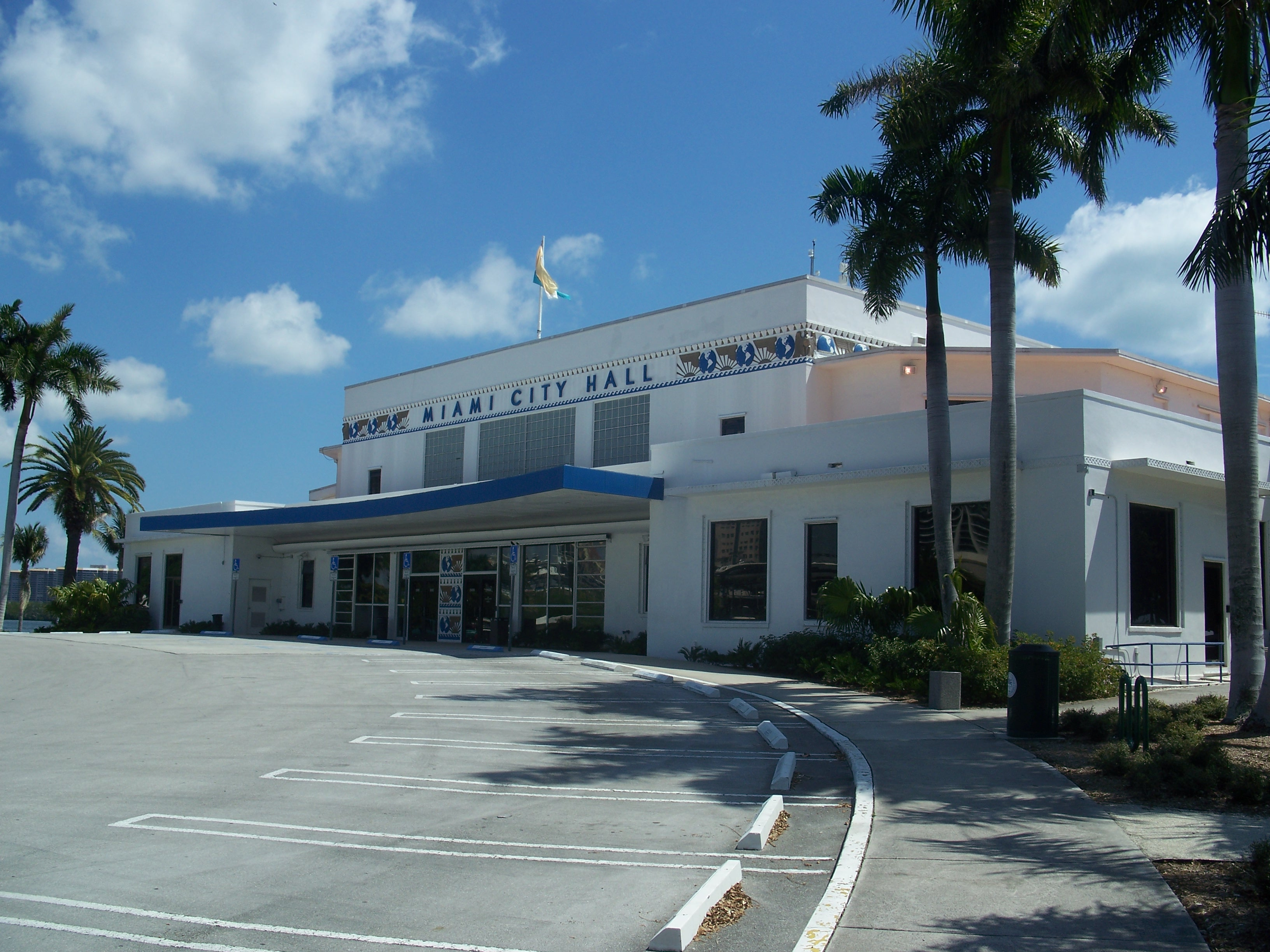
Ratusz miejski w Dinner Key

W Miami obowiązuje forma rządów burmistrz-rada miejska, złożona z pięciu komisarzy, wybieranych w pięciu dystryktach miasta. Rada miejska stanowi organ zarządzający, z uprawnieniami do przejęcia całkowitej władzy, wydawania rozporządzeń i wykonywania wszystkich uprawnień zagwarantowanych w statucie. Burmistrz wybierany jest w wyborach powszechnych i powołuje menedżera miasta. Obecnie funkcję burmistrza pełni Tomás Regalado. Siedziba ratusza miejskiego znajduje się w dzielnicy Coconut Grove (Bay Heights), przy Dinner Key.

## Oświata

### Szkoły publiczne
Publiczne szkoły w Miami zarządzane są przez Miami-Dade County Public Schools, czyli największy dystrykt szkolny na Florydzie i 4. pod względem wielkości w Stanach Zjednoczonych. We wrześniu 2008 roku do ponad 392 szkół uczęszczało 385 655 uczniów. Dystrykt ten skupia ponadto największą liczbę mniejszości narodowych ze wszystkich systemów szkół publicznych w kraju, z mniejszością latynoską stanowiącą 60% uczniów, czarną stanowiącą 28% uczniów, białą ludnością stanowiącą zaledwie 10% uczniów i 2% reprezentującymi inne mniejszości.
W mieście działają jedne z najlepszych szkół średnich w Stanach Zjednoczonych, takie jak: Design and Architecture High School (uznana za najlepszą magnet school, czyli szkołę z rozszerzonym programem w danej dziedzinie), MAST Academy, Coral Reef Senior High School (20. w rankingu najlepszych amerykańskich publicznych szkół średnich), Miami Palmetto High School i New World School of the Arts. M-DCPS jest ponadto jednym z nielicznych dystryktów szkół publicznych w Stanach Zjednoczonych, oferujących edukację dwujęzyczną, w języku hiszpańskim, francuskim, niemieckim, mandaryńskim oraz kreolską odmianą haitańskiego.

### Szkoły prywatne
W Miami działa wiele szkół prywatnych, często rzymskokatolickich lub żydowskich. Archidiecezja Miami zarządza katolickimi szkołami prywatnymi, do których należą m.in.: St. Hugh Catholic School, St. Agatha Catholic School, St. Theresa School, Immaculata-Lasalle High School, Monsignor Edward Pace High School, Archbishop Curley-Notre Dame High School, St. Brendan High School.
Chłopięce szkoły katolickie, przygotowujące do nauki w college’ach obejmują: Christopher Columbus High School i Belen Jesuit Preparatory School, zaś dziewczęce: Carrollton School of the Sacred Heart oraz Our Lady of Lourdes Academy.
Do niewyznaniowych szkół prywatnych z Miami zaliczyć można m.in.: Ransom Everglades, Gulliver Preparatory School i Miami Country Day School.

### Uczelnie

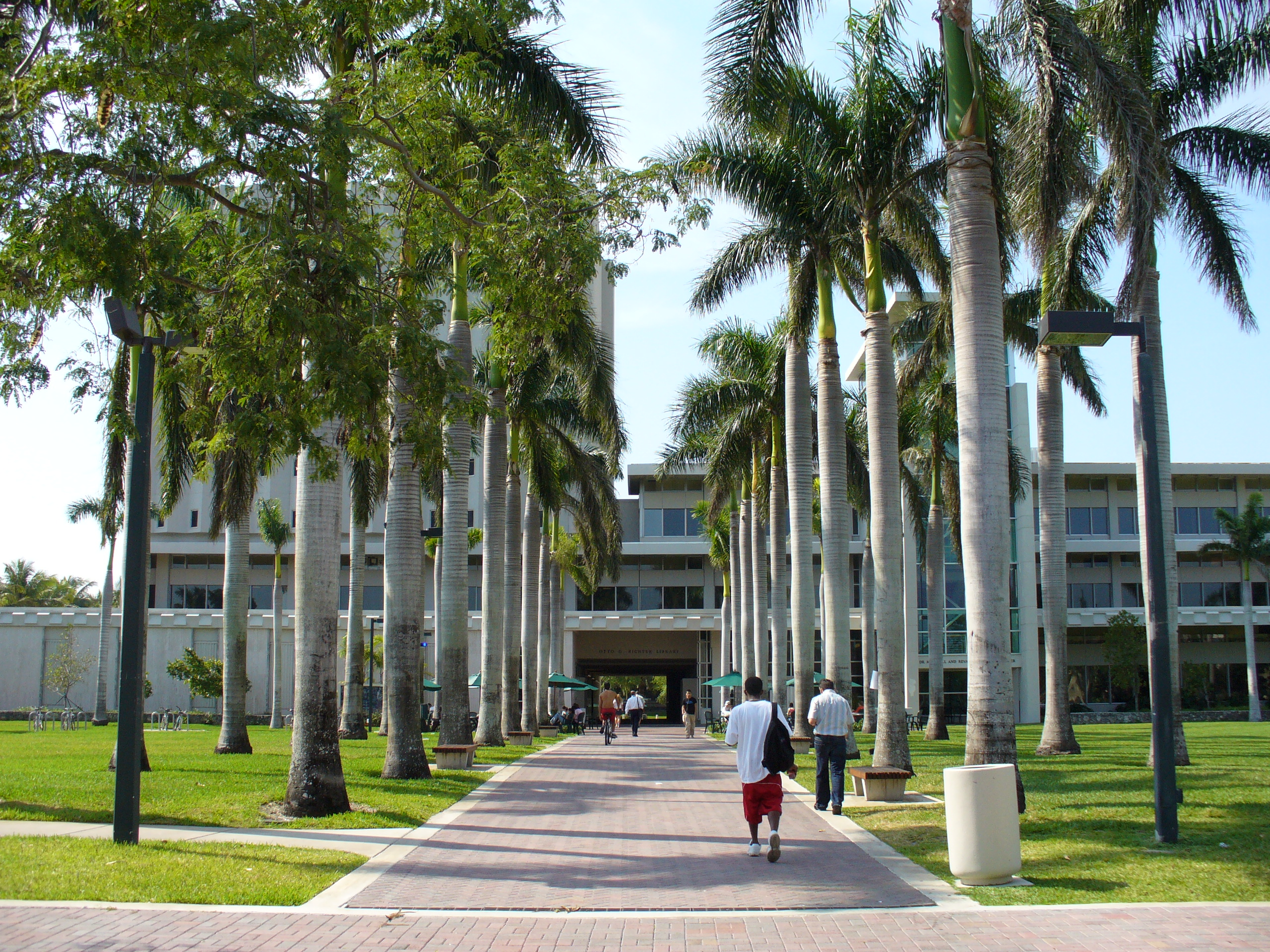
Założony w 1925 roku Uniwersytet Miami stanowi najstarszą uczelnię Florydy na południe od Rollins College

W lokalnych uniwersytetach i college’ach uczy się 200 tysięcy studentów, co daje Miami 7. pozycję na liście miast amerykańskich uszeregowanych pod względem liczby osób na uczelniach na głowę mieszkańca.
Do college’ów i uniwersytetów w Miami lub okolicach należą:
- Barry University(inne języki) (prywatny)
- Carlos Albizu University(inne języki) (prywatny)
- Florida International University(inne języki) (publiczny)
- Florida Memorial University(inne języki) (prywatny)
- Johnson and Wales University (prywatny)
- Keiser University(inne języki) (prywatny)
- Manchester Business School (filia, brytyjska szkoła publiczna)
- Miami Culinary Institute (prywatny)
- Miami Dade College(inne języki) (publiczny)
- Miami International University of Art & Design(inne języki) (prywatny)
- Nova Southeastern University(inne języki) (prywatny)
- St. Thomas University(inne języki) (prywatny)
- Talmudic University(inne języki) (prywatny)
- Uniwersytet Miami (prywatny)

W sumie 67% mieszkańców Miami powyżej 25. roku życia ma dyplom ukończenia szkoły średniej, zaś 22% tytuł co najmniej licencjata.

### Programy i kursy kształcące
W Miami działają organizacje for-profit i non-profit, które oferują szeroką gamę profesjonalnych kursów kształcących i programów edukujących. Dla przykładu, organizacja non-profit Per Scholas umożliwia uczestnictwo w darmowych warsztatach mających na celu przygotowanie uczestników do zdobycia certyfikatów CompTIA A+ i Network+.

## Transport

### Lotniska
Miami International Airport stanowi najważniejsze lotnisko obszaru Miami, a zarazem jedno z najczęściej uczęszczanych lotnisk świata, przyjmując ponad 35 milionów pasażerów rocznie. MIA jest największym węzłem lotniczym linii American Airlines, najczęściej uczęszczanym lotniskiem Florydy, a także 2. lotniskiem w Stanach Zjednoczonych pod względem liczby przyjmowanych pasażerów zza granicy (ustępując jedynie nowojorskiemu John F. Kennedy International Airport). Rozbudowana sieć połączeń, które obsługuje MIA obejmuje stałe loty do ponad 70 miast świata.
Alternatywę stanowi również pobliskie lotnisko Fort Lauderdale-Hollywood International Airport, również obsługujące loty komercyjne na obszarze Miami. Opa-locka Airport (OPF) i Kendall-Tamiami Airport (TMB) położone na obszarach niemunicypalnych przyjmują ponadto ogólne loty w okolicach Miami.

### Port of Miami

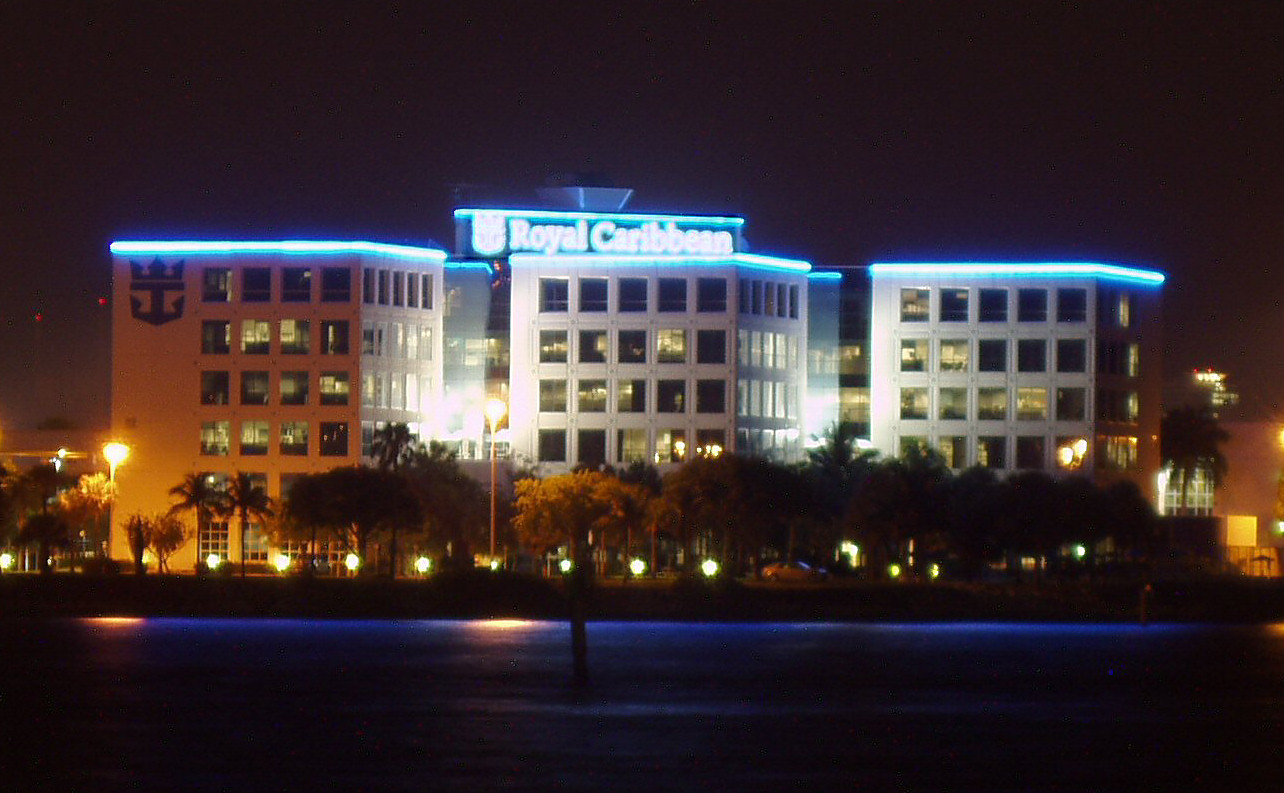
W Port of Miami swoją siedzibę posiada korporacja Royal Caribbean International

W Miami znajduje się jeden z największych portów morskich w Stanach Zjednoczonych, Port of Miami, będący ponadto największym portem przyjmującym wycieczkowce na świecie. Z tego względu często nazywany jest „Rejsową Stolicą Świata”, jako że na przestrzeni lat przyjmował największe jachty wycieczkowe najważniejszych linii świata. W 2007 roku port obsłużył 3 787 410 pasażerów. Ponadto Port of Miami jest jednym z największych amerykańskich portów ładunkowych, przyjmując w 2007 roku niemalże 8 milionów ton towarów. Pośród północnoamerykańskich portów, Port of Miami zajmuje 2. miejsce (ustępując Port of South Louisiana w Nowym Orleanie) pod względem tonażu ładunków importowanych/eksportowanych z Ameryki Łacińskiej. Port zajmuje powierzchnię 518 akrów (2 km²) i dysponuje siedmioma terminalami pasażerskimi. Chiny są krajem, z którego do Miami napływa największa liczba importowanego towaru, zaś z Miami najwięcej eksportuje się do Hondurasu. W mieście znajduje się największa liczba siedzib korporacji-linii wycieczkowych, a w tym m.in.: Carnival Cruise Lines, Celebrity Cruises, Norwegian Cruise Line, Oceania Cruises i Royal Caribbean International, spośród wszystkich miejsc na świecie.
W sierpniu 2014 roku otwarto tunel, który obsługuje Port of Miami.

### Komunikacja miejska

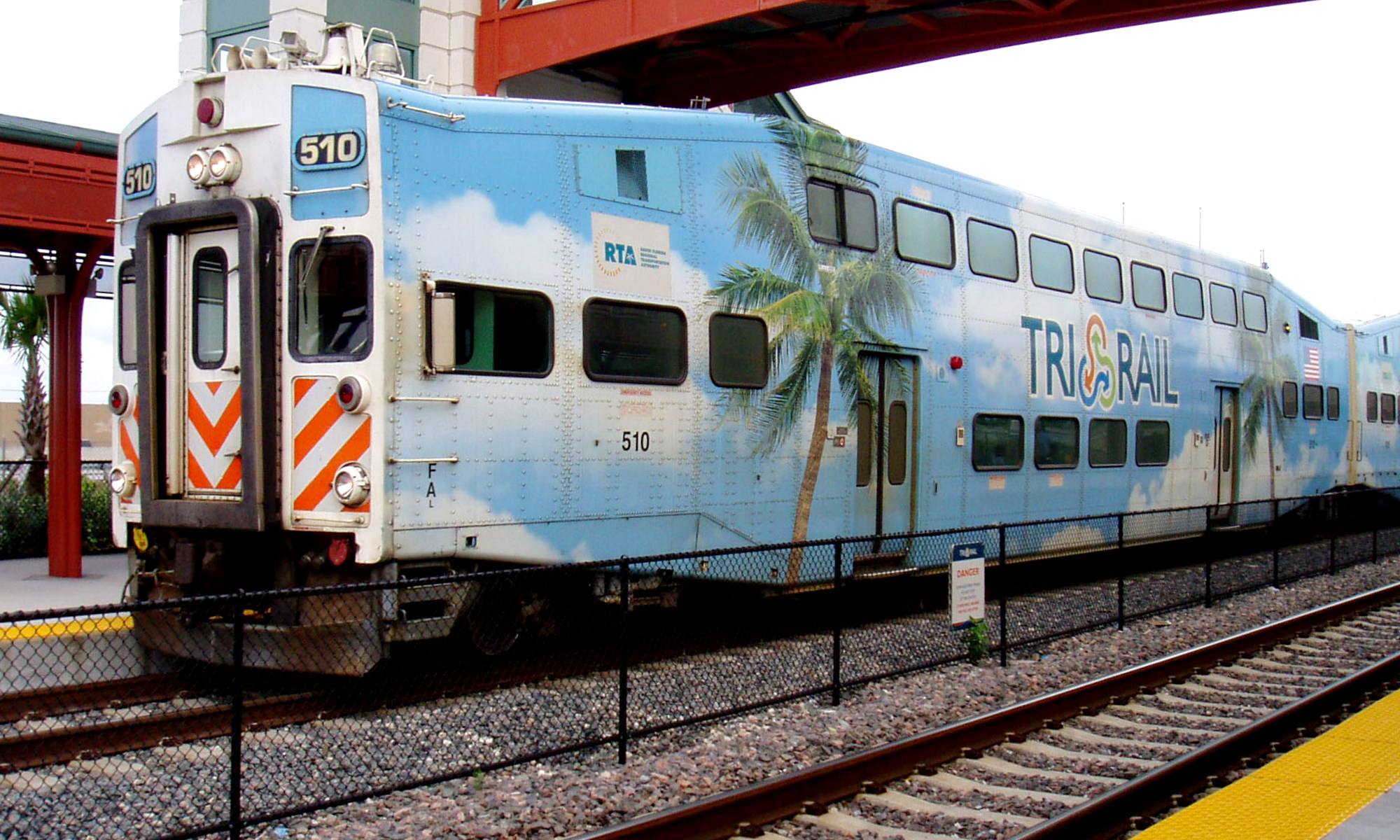
Kolej podmiejska Tri-Rail biegnie od Miami International Airport do West Palm Beach

Za obsługę transportu publicznego odpowiada Miami-Dade Transit i SFRTA, a w jego skład wchodzi kolej podmiejska (Tri-Rail), metro (Metrorail), mała kolej automatyczna (Metromover), a także połączenia autobusowe (Metrobus). 17% mieszkańców Miami korzysta z transportu publicznego.
Metro w Miami obejmuje 22 stacje, rozłożone wzdłuż 35-kilometrowej trasy i biegnie od zachodnich przedmieść Hialeah i Medley, przez Civic Center, Downtown, Brickell, Coconut Grove (Bay Heights), Coral Gables i South Miami, kończąc się na południowych, podmiejskich przedmieściach Kendall. W mieście działa również darmowa mała kolej automatyczna, Metromover, złożona z 21 stacji na trzech różnych liniach w Greater Downtown.
Tri-Rail, system kolei podmiejskiej zarządzany przez Regionalny Zarząd Transportu Południowej Florydy (SFRTA), biegnie od Miami International Airport, na północ do West Palm Beach, zatrzymując się na osiemnastu stacjach w hrabstwach Miami-Dade, Broward i Palm Beach.
Duży hub Miami Intermodal Center obsługuje jednocześnie Metrorail, Amtrak, Tri-Rail, Metrobus, Greyhound Lines, taksówki, wypożyczalnie samochodów, MIA Mover, prywatne samochody oraz rowery.

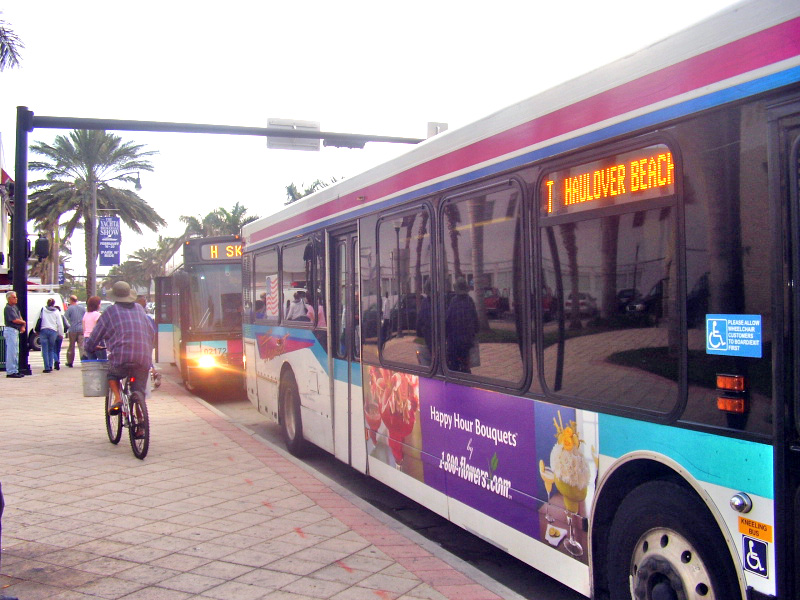
Autobusy metrobus
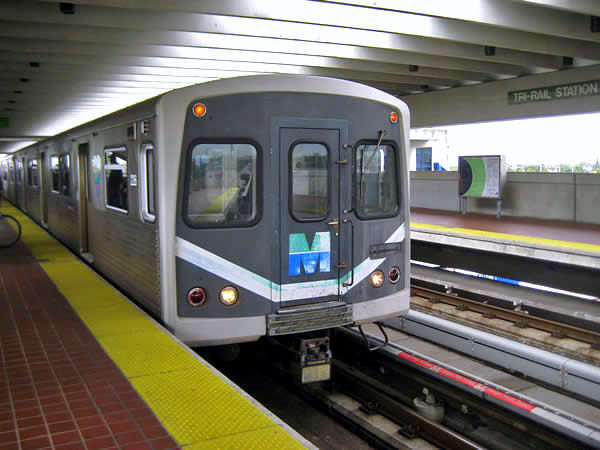
Metro Miami Metrorail łączy centrum miasta z odległymi przedmieściami
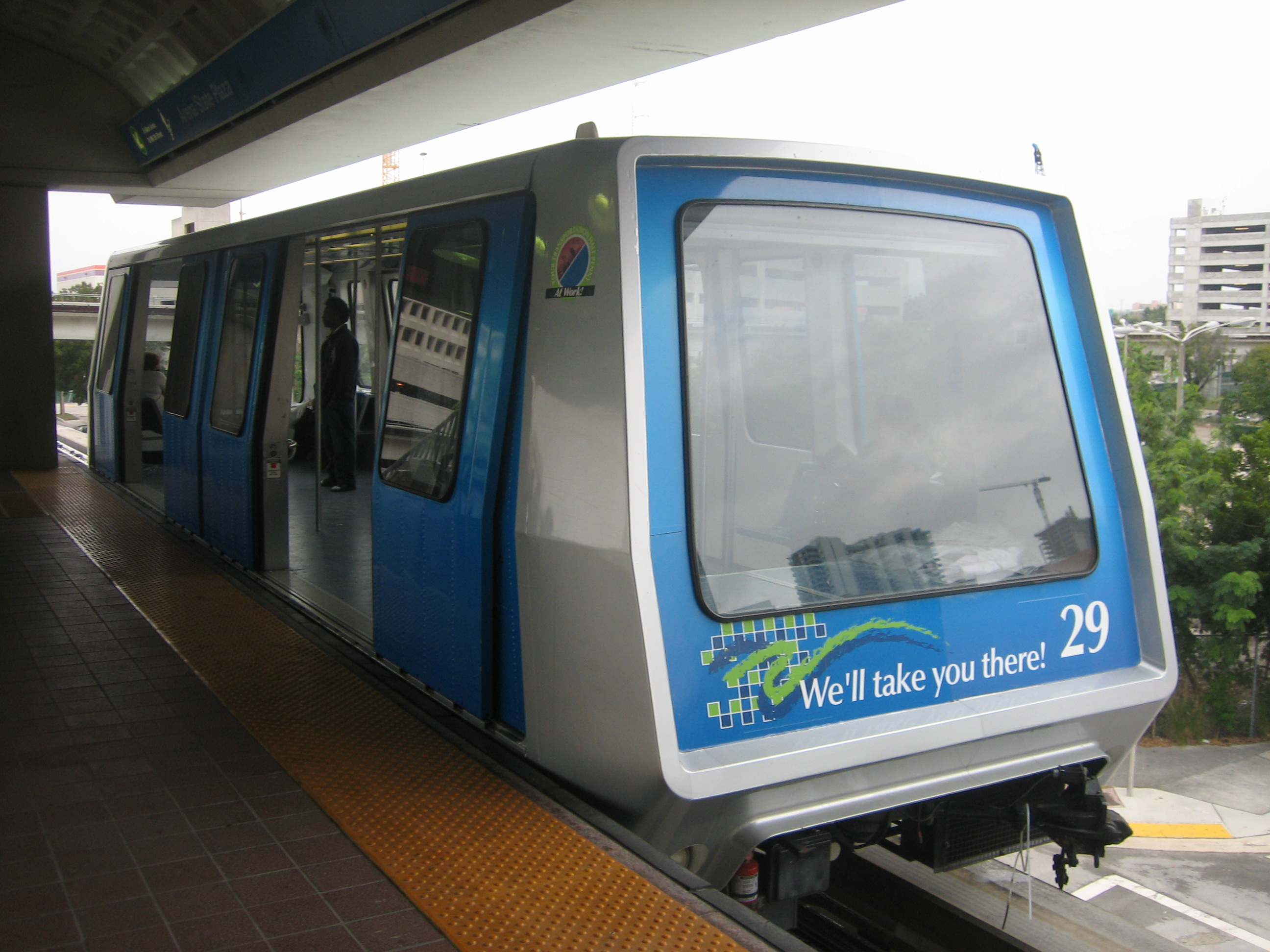
Wagon małej kolei automatycznej Metromover(inne języki)

### Kolej
Miami stanowi południową pętlę usług przewoźnika Amtrak na wybrzeżu Atlantyku, obsługując dwie linie: Silver Meteor oraz Silver Star; obie biegnące do Nowego Jorku. Miami Amtrak Station położona jest na przedmieściach Hialeah, jednak wraz z ukończeniem budowy Miami Central Station, Amtrak przeniesie tam swoją siedzibę.

### Rowery
W XXI władze miasta, zwłaszcza gdy burmistrzem pozostawał Manny Diaz, przyjęły plany promocji rowerów wśród mieszkańców, zarówno w celach rekreacyjnych, jak i transportowych. Każdego miesiąca, począwszy od listopada 2008 roku, w Miami odbywa się tzw. „Bike Miami”, kiedy to ulice zostają zamknięte dla pojazdów, za to w pełni otwarte dla rowerzystów i pieszych. W październiku 2009 roku miasto zatwierdziło rozbudowany, 20-letni plan rozbudowy ścieżek rowerowych w Miami. Ponadto od tego czasu wszystkie powstające w mieście obiekty muszą zawierać parkingi rowerowe.
W 2010 roku magazyn Bicycling Magazine umieścił Miami na 44. miejscu listy miast najbardziej przyjaznych miast dla rowerzystów.

### Ruch pieszych
W 2011 roku Miami zajęło 8. miejsce w zestawieniu 50 największych miast amerykańskich pod względem przyjazności dla pieszych.

## Miasta partnerskie
- Amman, Jordania (od 1995)
- Ankara, Turcja
- Asti, Włochy (od 1985)
- Bogotá, Kolumbia (od 1971)[75]
- Buenos Aires, Argentyna (od 1979)[75]
- Cochabamba, Boliwia[76]
- Kagoshima, Japonia (od 1990)[75]
- Lima, Peru (od 1977)[75]
- Managua, Nikaragua (od 1991)[77]
- Murcia, Hiszpania[75]
- Palermo, Włochy (od 2001)[75]
- Port-au-Prince, Haiti (od 1991)[75]
- Qingdao, Chiny (od 2005)[75]
- Salvador, Brazylia (od 2006)[75]
- Santiago, Chile (od 1986)[75]
- Santo Domingo, Dominikana (od 1987)[75]
- Warna, Bułgaria[76]